# Bringing Up Bates
Bringing Up Bates (estilizado Br1n9ing Up Bates), es un reality show del canal de televisión estadounidense Up TV. Se trata de la continuación del programa United Bates of America, que sigue la vida de la familia Bates formada por los patriarcas, William y Kelly Jo Bates, y sus 19 hijos.
La serie de telerrealidad se centra en la vida de la familia Bates quiénes son devotos Bautistas Independientes, y frecuentemente discuten valores de pureza, modestia y fe en Dios. Los Bates evitan los métodos anticonceptivos. Todos de los niños estudian en casa y el acceso al entretenimiento, como películas y televisión, está limitado. Practican cortejo con carabina, donde las parejas se conocen en grupos.
El programa se estrenó el 1 de enero de 2015 coincidiendo con el nacimiento del primer nieto de los Bates. La segunda temporada se estrenó el 4 de junio de 2015. La tercera temporada fue emitida a partir del 7 de enero de 2016, mientras que la cuarta se estrenó el 2 de junio de 2016.
El 18 de enero de 2022, Up TV anunció la cancelación del programa después de 10 temporadas, y la cadena afirmó que cambiarán su enfoque hacia nuevas películas y programas con guion para 2022. La familia y el equipo de filmación ya habían filmado episodios para la temporada 11 que no se emitirán debido a su cancelación.

## Antecedentes
El programa sigue la vida cotidiana de Gil y Kelly Jo Bates, que viven en Rocky Top, Tennessee y su gran familia de diecinueve hijos.
Los Bates habían decidido no empezar a tener hijos hasta que hubieran estado casados durante cinco años, pero Kelly quedó embarazada tres meses después de casarse.
Los Bates no utilizan métodos anticonceptivos, ya que los bautistas fundamentales prohíben la anticoncepción. Solo ven programas que consideran para toda la familia y varios acontecimientos históricos. Su servicio de Internet está filtrado. Adhieren ciertos estándares de modestia en ropa de acuerdo con sus creencias religiosas. Los pantalones cortos y las camisetas de tirantes están prohibidas, y las mujeres no llevan faldas por encima de la rodilla y no usan traje baños de dos piezas. Evitan las playas y las áreas de natación pública. Las mujeres de la familia no se cortan el cabello corto, mientras que los hombres se afeitan y llevan el pelo corto. Practican el cortejo con carabina, donde la pareja se conoce en grupos.
La familia Bates apareció anteriormente en una serie de televisión de 2012 llamada United Bates of America en TLC, y más tarde se anunció en octubre de 2014 que la familia regresaría en una nueva serie. que se llamaría Bringing Up Bates en Up TV. La serie debutó el 1 de enero de 2015.

## Familia Bates
Padres
- William Gilvin "Gil" Bates: Honea Path, Carolina del Sur; 1 de enero de 1965 (60 años); hijo de Bill y Jane Bates; hermano mayor de Greg y Jennifer.[9]
- Kelly Jo Callaham: Spartanburg, Carolina del Sur; 26 de octubre de 1966 (58 años); hija de Kenneth H. Callaham, Sr. y Betty Jo Smith; hermana menor de Kenneth Callaham, Jr., Kay Mount y Kim Adkins; hermana adoptiva de Beth y Beka Miller; hermanastra de William, Lee y Ty Miller.[10]

Aniversario de boda: 19 de diciembre de 1987
Tienen 19 hijos: 9 varones y 10 mujeres, más cuatro abortados.
Hijos
|    | Nombre                       | Fecha de nacimiento                | Notas                                                                                 |
| -- | ---------------------------- | ---------------------------------- | ------------------------------------------------------------------------------------- |
| 1  | Zachary "Zach" Gilvin        | 30 de diciembre de 1988 (36 años)  | Casado con Whitney Perkins, con dos hijos y tres hijas.                               |
| 2  | Michael "Michaela" Christian | 23 de enero de 1990 (35 años)      | Casada con Brandon Keilen.                                                            |
| 3  | Erin Elise                   | 2 de mayo de 1991 (34 años)        | Casada con Chad Paine III, con dos hijos y cuatro hijas, y esperando su séptimo hijo. |
| 4  | William Lawson               | 27 de julio de 1992 (32 años)      | Casado con Tiffany Espensen, con un hijo, y esperando su segundo hijo.                |
| 5  | Kenneth "Nathan" Nathaniel   | 29 de agosto de 1993 (31 años)     | Casado con Esther Keyes, con un hijo y una hija.                                      |
| 6  | Alyssa Joy                   | 9 de noviembre de 1994 (30 años)   | Casada con John Webster, con un hijo y cuatro hijas.                                  |
| 7  | Tori Layne                   | 20 de diciembre de 1995 (29 años)  | Casada con Bobby Smith III, con tres hijos y dos hijas.                               |
| 8  | Trace Whitfield              | 1 de febrero de 1997 (28 años)     | Casado con Lydia Romeike, con un hijo y una hija.                                     |
| 9  | Carlin Brianne               | 11 de abril de 1998 (27 años)      | Casada con Evan Stewart, con un hijo y una hija, y esperando su tercer hijo.          |
| 10 | Josie Kellyn                 | 4 de agosto de 1999 (25 años)      | Casada con Kelton Balka, con un hijo y dos hijas, y esperando su cuarto hijo.         |
| 11 | Katie Grace                  | 5 de octubre de 2000 (24 años)     | Casada con Travis Clark, con un hijo y una hija.                                      |
| 12 | Jackson Ezekiel              | 17 de febrero de 2002 (23 años)    | Casado con Emerson Wells, y esperando su primer hijo.                                 |
| 13 | Warden Justice               | 19 de mayo de 2003 (22 años)       |                                                                                       |
| 14 | Isaiah Courage               | 16 de octubre de 2004 (20 años)    |                                                                                       |
| 15 | Addallee "Addee" Hope        | 17 de febrero de 2006 (19 años)    |                                                                                       |
| 16 | Ellie Bridget                | 28 de abril de 2007 (18 años)      |                                                                                       |
|    | Jewels Amber                 |                                    | Aborto espontáneo en 2007.                                                            |
|    | Jubilee Elise                |                                    | Aborto espontáneo en 2008.                                                            |
| 17 | Callie-Anna Rose             | 2 de agosto de 2009 (15 años)      |                                                                                       |
| 18 | Judson Wyatt                 | 15 de septiembre de 2010 (14 años) |                                                                                       |
|    | Zion Edward                  | Marzo de 2011                      | Aborto espontáneo.                                                                    |
| 19 | Jeb Colton                   | 1 de febrero de 2012 (13 años)     |                                                                                       |
|    | Sunny Oliver                 | Agosto de 2012                     | Aborto espontáneo.                                                                    |

### Familia de Zach
El 12 de septiembre de 2013 Zachary Gilvin Bates se comprometió con Whitney Eileen Perkins.
La pareja se casó el 14 de diciembre de 2013 en Clinton, Tennessee en una ceremonia oficiada por el padre de la novia. Desde su boda, los Bates viven en Clinton, Tennessee.
Tienen cinco hijos: Bradley Gilvin, Kaci Lynn, Khloé Eileen, Jadon Carl y Lily Jo. Además, sufrieron un aborto espontáneo en 2018.
|   | Nombre               | Fecha de nacimiento             |
| - | -------------------- | ------------------------------- |
| 1 | Bradley Gilvin Bates | 29 de octubre de 2014 (10 años) |
| 2 | Kaci Lynn Bates      | 20 de junio de 2016 (9 años)    |
| 3 | Khloé Eileen Bates   | 7 de noviembre de 2019 (5 años) |
| 4 | Jadon Carl Bates     | 7 de junio de 2021 (4 años)     |
| 5 | Lily Jo Bates        | 15 de agosto de 2023 (1 años)   |

### Familia de Michael
El 13 de abril de 2015 Michael Christian Bates se comprometió con Brandon Timothy Keilen.
La pareja se casó el 15 de agosto de 2015 en Knoxville, Tennessee. Los Keilen viven en Norris, Tennessee. 
En diciembre de 2021 sufrieron un aborto; su hija se habría llamado Eden Miracle Keilen. En mayo de 2025, se convirtieron en padres de acogida de dos niños pequeños, uno de 3 años y un recién nacido.

### Familia de Erin
En agosto de 2013 Kelly Jo Bates anunció a través de la página web de la familia que su hija Erin Elise Bates se había comprometido con Charles Stephen "Chad" Paine III.
La pareja se casó en Tennessee el 2 de noviembre de 2013 con la presencia de la familia Duggar, protagonistas del reality 19 kids and counting, en el que la familia Bates ha aparecido en varias ocasiones. Los Paine viven en DeLand, Florida.
Tienen seis hijos: Charles Stephen, Brooklyn Elise, Everly Hope, Holland Grace, Finley Marie y William Gage. Además, sufrieron varios abortos espontáneos en 2014.
|   | Nombre                            | Fecha de nacimiento              |
| - | --------------------------------- | -------------------------------- |
| 1 | Charles Stephen "Carson" Paine IV | 14 de mayo de 2015 (10 años)     |
| 2 | Brooklyn Elise Paine              | 6 de agosto de 2016 (8 años)     |
| 3 | Everly Hope Paine                 | 30 de marzo de 2018 (7 años)     |
| 4 | Holland Grace Paine               | 26 de noviembre de 2019 (5 años) |
| 5 | Finley Marie Paine                | 18 de enero de 2022 (3 años)     |
| 6 | William Gage Paine                | 30 de octubre de 2023 (1 años)   |
| 7 | Henry Blythe Paine                | Agosto de 2025                   |

### Familia de Lawson
El 26 de octubre de 2021 William Lawson Bates se comprometió con Tiffany Lian Espensen en el Viñedo Tenuta Larnianone en Siena, Italia.
La pareja se casó el 12 de mayo de 2022 en una ceremonia celebrada en el Yate California Spirit en San Diego, California, delante de doscientas personas y la boda estuvo oficiada por el padre del novio, Gil Bates, y el pastor de la novia, Jim Garlow. Desde su boda, los Bates viven en Nashville, Tennessee. 
Tienen un hijo: William Daniel. En septiembre de 2023 sufrieron un aborto espontáneo.
|   | Nombre               | Fecha de nacimiento          |
| - | -------------------- | ---------------------------- |
| 1 | William Daniel Bates | 19 de julio de 2024 (0 años) |
| 2 | Bebé Bates           | Invierno de 2025             |

### Familia de Nathan
El 22 de mayo de 2021 Kenneth Nathaniel Bates se comprometió con Esther Joy Keyes. El compromiso se anunció a través de Fox News el 24 de mayo de 2021.
La pareja se casó el 22 de octubre de 2021 en una ceremonia celebrada en 
The Star Barn at Stone Gables Estate en  Elizabethtown, Pensilvania. Desde su boda, los Bates viven en Tontitown, Arkansas.
Tienen dos hijos: Kenna Joy y Graham Alan.
|   | Nombre            | Fecha de nacimiento            |
| - | ----------------- | ------------------------------ |
| 1 | Kenna Joy Bates   | 17 de octubre de 2022 (2 años) |
| 2 | Graham Alan Bates | 4 de octubre de 2024 (0 años)  |

### Familia de Alyssa
El 16 de enero de 2014 Alyssa Joy  Bates se comprometió con John Elliott Webster.
La pareja se casó el 14 de mayo de 2014 en Knoxville, Tennessee. Desde su boda, los Webster viven en Clermont, Florida.
Tienen cinco hijos: Allie Jane, Lexi Mae, Zoey Joy, Maci Jo y Rhett Alan.
|   | Nombre             | Fecha de nacimiento           |
| - | ------------------ | ----------------------------- |
| 1 | Allie Jane Webster | 11 de abril de 2015 (10 años) |
| 2 | Lexi Mae Webster   | 26 de enero de 2017 (8 años)  |
| 3 | Zoey Joy Webster   | 28 de marzo de 2018 (7 años)  |
| 4 | Maci Jo Webster    | 9 de febrero de 2021 (4 años) |
| 5 | Rhett Alan Webster | 18 de marzo de 2023 (2 años)  |

### Familia de Tori
El 21 de septiembre de 2017 Tori Layne Bates se comprometió con Robert Ellis "Bobby" Smith III.
La pareja se casó el 16 de diciembre de 2017 en una ceremonia celebrada en Knoxville, Tennessee. Los Smith viven en Rocky Top, Tennessee. 
Tienen cinco hijos: Robert Ellis, Kolter Grey, Charlotte Raine, Cambree Layne y Weston Slade.
|   | Nombre                       | Fecha de nacimiento             |
| - | ---------------------------- | ------------------------------- |
| 1 | Robert Ellis "Kade" Smith IV | 9 de noviembre de 2018 (6 años) |
| 2 | Kolter Grey Smith            | 25 de marzo de 2020 (5 años)    |
| 3 | Charlotte Raine Smith        | 24 de junio de 2021 (3 años)    |
| 4 | Cambree Layne Smith          | 2 de agosto de 2022 (2 años)    |
| 5 | Weston Slade Smith           | 29 de mayo de 2024 (1 años)     |

### Familia de Trace
El 21 de marzo de 2022 Trace Whitfield Bates se comprometió con Lydia Johanna Romeike en el Hotel Embassy Suites by Hilton en Knoxville, Tennessee.
La pareja se casó el 1 de octubre de 2022 en una ceremonia en Jefferson City, Tennessee, delante de trescientos cincuenta personas y la boda estuvo oficiada por el padre del novio, Gil Bates, y el pastor de la novia, Dean Haun. Desde su boda, los Bates viven en Norris, Tennessee.
Tienen dos hijos: Ryker Cruise. y Kaia Rae. En febrero de 2024 sufrieron un aborto espontáneo.
|   | Nombre             | Fecha de nacimiento               |
| - | ------------------ | --------------------------------- |
| 1 | Ryker Cruise Bates | 12 de septiembre de 2023 (1 años) |
| 2 | Kaia Rae Bates     | 12 de junio de 2025 (0 años)      |

### Familia de Carlin
El 24 de septiembre de 2018 Carlin Brianne Bates se comprometió con Evan Patrick Stewart.
La pareja se casó el 25 de mayo de 2019 en una ceremonia en Loudon, Tennessee. Los Stewart viven en Knoxville, Tennessee. 
Tienen dos hijos: Layla Rae y Zade Patrick.
|   | Nombre               | Fecha de nacimiento          |
| - | -------------------- | ---------------------------- |
| 1 | Layla Rae Stewart    | 31 de enero de 2020 (5 años) |
| 2 | Zade Patrick Stewart | 27 de marzo de 2022 (3 años) |
| 3 | Bebé Stewart         | Septiembre de 2025           |

### Familia de Josie
El 19 de junio de 2018 Josie Kellyn Bates se comprometió con Kelton Edward Balka.
La ceremonia de boda tuvo lugar el 5 de octubre de 2018 en Knoxville, Tennessee y estuvo oficiada por el padre de la novia, Gil Bates. Desde su boda, los Balka viven en Knoxville, Tennessee. 
Tienen tres hijos: Willow Kristy, Hazel  Sloane y Miles Kelton. Además, sufrieron un aborto espontáneo en agosto de 2020.
|   | Nombre              | Fecha de nacimiento            |
| - | ------------------- | ------------------------------ |
| 1 | Willow Kristy Balka | 19 de julio de 2019 (5 años)   |
| 2 | Hazel Sloane Balka  | 14 de junio de 2021 (4 años)   |
| 3 | Miles Kelton Balka  | 21 de febrero de 2024 (1 años) |
| 4 | Bebé Balka          | Otoño o Invierno de 2025       |

### Familia de Katie
El 7 de abril de 2021 Katie Grace Bates se comprometió con Travis James Clark. El 8 de abril de 2021, se anunció que Travis le había propuesto matrimonio a Katie el día anterior en The Reach en Cayo Hueso, Florida. Travis tocó con su guitarra una canción que le escribió a Katie. El 13 de mayo de 2021, durante una sesión de preguntas y respuestas en Instagram, Katie anunció que se casarían en diciembre de 2021.
La pareja se casó el 3 de diciembre de 2021 en una ceremonia en Loudon, Tennessee delante de cuatrocientas personas. Los Clark viven en Knoxville, Tennessee. 
Tienen dos hijos: Hailey James y Harvey Gray
|   | Nombre             | Fecha de nacimiento               |
| - | ------------------ | --------------------------------- |
| 1 | Hailey James Clark | 17 de febrero de 2023 (2 años)    |
| 2 | Harvey Gray Clark  | 29 de septiembre de 2024 (0 años) |

### Familia de Jackson
El 10 de marzo de 2023 Jackson Ezekiel Bates se comprometió con Emerson Hope Wells. El 11 de marzo de 2023, Jackson anunció por Instagram que se habían comprometido en el Parque Kraft Azalea en Winter Park, Florida.
La pareja se casó el 14 de octubre de 2023 en una ceremonia celebrada en Bramble Tree Estate en Sorrento, Florida y la boda estuvo oficiada por el padre del novio, Gil Bates, y el cuñado de la novia, Jono Contestable.
|   | Nombre     | Fecha de nacimiento |
| - | ---------- | ------------------- |
| 1 | Bebé Bates | 22 de junio de 2025 |

## Episodios

### Resumen
| Temporada | Temporada  | Episodios | Episodios | Estreno en Estados Unidos | Estreno en Estados Unidos |
| Temporada | Temporada  | Episodios | Episodios | Inicio                    | Final                     |
| --------- | ---------- | --------- | --------- | ------------------------- | ------------------------- |
|           | Especiales | 10        | 10        | 31 de diciembre de 2015   | 20 de febrero de 2020     |
|           | 1          | 13        | 13        | 1 de enero de 2015        | 26 de marzo de 2015       |
|           | 2          | 14        | 14        | 4 de junio de 2015        | 3 de septiembre de 2015   |
|           | 3          | 14        | 14        | 7 de enero de 2016        | 7 de abril de 2016        |
|           | 4          | 25        | 25        | 2 de junio de 2016        | 29 de diciembre de 2016   |
|           | 5          | 15        | 15        | 5 de enero de 2017        | 13 de abril de 2017       |
|           | 6          | 16        | 16        | 1 de junio de 2017        | 14 de septiembre de 2017  |
|           | 7          | 20        | 20        | 4 de enero de 2018        | 21 de junio de 2018       |
|           | 8          | 24        | 24        | 3 de enero de 2019        | 21 de noviembre de 2019   |
|           | 9          | 23        | 23        | 5 de marzo de 2020        | 24 de septiembre de 2020  |
|           | 10         | 11        | 11        | 8 de abril de 2021        | 24 de junio de 2021       |
|           | 11         | 6         | 6         | 10 de febrero de 2022     | —                         |

### Especiales
| Temporada correspondiente | Título                                                                | Estreno en Estados Unidos |
| ------------------------- | --------------------------------------------------------------------- | ------------------------- |
| —                         | «Los mejores momentos de los Bates»                                   | 31 de diciembre de 2015   |
| —                         | «Día de las Madres»                                                   | 5 de mayo de 2016         |
| —                         | «Desde el sofá: Asiento trasero Bates»                                | 12 de mayo de 2016        |
| —                         | «Desde el sofá: Chaos Organizado»                                     | 19 de mayo de 2016        |
| —                         | «Verano Divertido»                                                    | 26 de mayo de 2016        |
| —                         | «Desde el sofá: Los Bates van a Florida»                              | 8 de septiembre de 2016   |
| —                         | «Desde el sofá: Día de Acción de Gracias»                             | 17 de noviembre de 2016   |
| —                         | «Bates, Partos, Bebés Bonaza»                                         | 4 de septiembre de 2017   |
| —                         | «De amigos a prometidos»                                              | 28 de septiembre de 2017  |
| —                         | «Especial del día de San Valentín»                                    | 13 de febrero de 2020     |
| —                         | «¡Especial de primer vistazo de la temporada 9 de Bringing Up Bates!» | 20 de febrero de 2020     |

### Temporada 1
| N.º (temp.) | Título                                 | Estreno en Estados Unidos |
| 1 | Conoce a los Bates                     | 1 de enero de 2015        |
| --- | -------------------------------------- | ------------------------- |
| Gil y Kelly Bates, y sus 19 hijos, están entusiasmados con la última incorporación a su familia; ¡el primer nieto de los Bates! Mientras las niñas se preparan para celebrar un gran baby shower, Alyssa le da a la familia algunas noticias sorprendentes y un accidente deja a la familia conmocionada.                                                                                   |                                        |                           |
| 2 | Cortejo y Matrimonio                   | 8 de enero de 2015        |
| Erin invita a sus hermanos a una fiesta de pijamas para ayudar a facilitar la transición de una casa llena a vivir sola con su nuevo esposo, Chad. Zach y Whitney se ponen serios acerca de convertirse en padres y Michaela hace una visita sorpresa a su novio, Brandon, en Texas, con un chaperón a cuestas.                                                                             |                                        |                           |
| 3 | Los Bates enloquecen                   | 15 de enero de 2015       |
| ¡Todo el clan Bates empaca y se dirige al aire libre! Si crees que empacar para tu familia es difícil... ¡intenta empacar para 21! No a todo el mundo le encanta estar en la naturaleza y toda la familia tiene ideas diferentes sobre lo que realmente significa "pasarlo mal". |                                        |                           |
| 4 | Entrenando a los Bates                 | 22 de enero de 2015       |
| Los niños más pequeños reciben una lección sobre "Train Up", el método de disciplina de Bates, ¡y Gil y Kelly llevan a 11 de ellos a comprar para la prueba definitiva! Erin va al médico con la esperanza de recibir buenas noticias. |                                        |                           |
| 5 | Hijo de Nashville                      | 29 de enero de 2015       |
| El cantautor en ciernes de música country, Lawson Bates se dirige a Nashville para reunirse con un ejecutivo de un sello discográfico y un entrenador vocal, mientras que Kelly, Gil y los niños más pequeños comienzan a plantar un jardín de otoño. Pero con tanta gente ofreciendo sus opiniones, la tarea no va tan bien como cree Kelly, así que pide refuerzos.                       |                                        |                           |
| 6 | Chaos Organizado                       | 2 de febrero de 2015      |
| ¿Cómo una familia de 21 personas encuentra suficiente ropa para pasar el invierno? ¡Prepárese para el cambio de ropa de temporada de Bates, donde nada se desperdicia! En medio del caos, se le pide a la familia que cante en un festival de música bluegrass... pero ¿podrán todos aprender sus partes a tiempo?                                                                          |                                        |                           |
| 7 | Bienvenido nieto Bates                 | 12 de febrero de 2015     |
| El bebé de Zach y Whitney nacerá en menos de 2 semanas, ¡pero la habitación aún no está lista! Por suerte para ellos, hay muchos Bates para echarles una mano. A medida que se acerca la fecha de parto de Whitney, toda la familia se pone ansiosa por conocer a la última incorporación al clan en constante crecimiento. Más tarde, Erin comparte noticias sorprendentes con sus padres. |                                        |                           |
| 8 | El anillo de pureza                    | 19 de febrero de 2015     |
| Carlin sale sola por la noche con sus padres y ellos tienen una sorpresa especial para ella. Más tarde, la familia Bates visita a Zach Bates y Whitney mientras se adaptan a ser padres primerizos. Luego, Lawson canta el Himno Nacional frente a 15.000 personas. |                                        |                           |
| 9 | Michaela y Brandon                     | 26 de febrero de 2015     |
| Brandon viene para una estadía prolongada. ¿Podría su visita significar cosas más importantes para Michaela y para él? |                                        |                           |
| 10 | Un gran Día de Acción de Gracias Bates | 5 de marzo de 2015        |
| Prepárate para dar las gracias... ¡al estilo Bates! Toda la familia se dirige a la granja de los padres de Gil para una gran cena familiar. La familia se une para decir por qué están agradecidos. Alguien revela una sorpresa. |                                        |                           |
| 11 | Los Bates van a Florida                | 12 de marzo de 2015       |
| La familia se pone en camino para visitar a Alyssa y John en Florida. |                                        |                           |
| 12 | Todo sobre los Bates                   | 19 de marzo de 2015       |
| Descubra todo lo que desea saber sobre los Bates mientras responden las preguntas de los espectadores y muestran imágenes divertidas nunca antes vistas. |                                        |                           |
| 13 | Un cumpleaños para recordar            | 26 de marzo de 2015       |
| ¡Gil cumple 50 años y los niños quieren sorprenderlo con una gran fiesta! Kelly se lleva a Gil a pasar una noche romántica mientras los niños se ponen a trabajar en la planificación de las festividades. Cuando se revela la gran sorpresa, Gil, con los ojos llorosos, disfruta del cálido resplandor de estar rodeado de tantos familiares y amigos.                                    |                                        |                           |

### Temporada 2
| N.º (temp.) | Título                                   | Estreno en Estados Unidos |
| 1 | Todos juntos de nuevo                    | 4 de junio de 2015        |
| --- | ---------------------------------------- | ------------------------- |
| En el estreno de la temporada 2, la familia celebra su tradición especial, "I Love You Day", con regalos sorpresa e invitados sorpresa para toda la familia. ¡Gil y Kelly organizan una "noche de juegos" especial solo para las parejas y todos se unen para prepararse para el baby shower de Alyssa!                                                                                                  |                                          |                           |
| 2 | ¿Futuros suegros?                        | 11 de junio de 2015       |
| Gil, Kelly y Michaela se dirigen a Chicago para ver a los padres de Brandon. ¡Brandon acorrala a Gil para una charla "de corazón a corazón" en el lugar más improbable! Mientras tanto, en Tennessee, Erin y los niños se apresuran a redecorar la habitación de sus padres antes de que Gil y Kelly Jo regresen.                                                                                        |                                          |                           |
| 3 | Alto riesgo, grandes esperanzas          | 18 de junio de 2015       |
| Chad y Erin se reúnen con el Dr. Vick para hablar sobre el riesgo de tener un mortinato y las precauciones que deben tomar durante el resto del embarazo. Más tarde, la pareja invita a Zach, Whitney y al bebé Bradley a cenar mientras los niños mayores se enfrentan a los más jóvenes en una batalla gigante de Airsoft.                                                                             |                                          |                           |
| 4 | Meema se muda                            | 25 de junio de 2015       |
| Gil y Kelly llevan a Josie y Trace al ortodoncista para que les ponga aparatos ortopédicos, y Gil revela cómo puede pagar la ortodoncia para tantos niños. Más tarde, la madre de Kelly Jo, Meema, anuncia que quiere vivir más cerca de los niños. Así que Kelly se decide a buscar casa, pero la tarea resulta más difícil de lo que nadie podría haber imaginado.                                     |                                          |                           |
| 5 | Bendiciones... y ¿Nuevos Comienzos?      | 2 de julio de 2015        |
| Con la fecha de parto de Erin y Chad acercándose, toda la familia se reúne para su baby shower. La amiga de Erin, Kelsey, viene para la ocasión y ayuda a armar una sorpresa sentimental que deja a Erin sin palabras. Las amigas de Lawson y Nathan de Nueva York, Ashley y Anastasia, también visitan y los niños se divierten mostrando a esta gente de la ciudad una verdadera aventura en el campo. |                                          |                           |
| 6 | Brandon hace la pregunta                 | 9 de julio de 2015        |
| ¡Los Bates celebran dos ocasiones felices en un episodio especial! Primero, Gil y Kelly vuelan a Florida para ver a Alyssa y John y dar la bienvenida al mundo a su nueva nieta, Allie Jane. Luego, unos días después, se van a Washington D. C., donde Brandon planea proponerle matrimonio a Michaela usando una elaborada búsqueda del tesoro que la hará caminar por toda la ciudad.                 |                                          |                           |
| 7 | Órdenes del médico                       | 16 de julio de 2015       |
| Erin ha estado experimentando contracciones tempranas, por lo que ella y Chad se apresuran a ver a su médico para averiguar qué le pasa. Mientras tanto, Michaela y Brandon descubren lo estresante que puede ser planificar una boda a larga distancia a través de un chat de video. |                                          |                           |
| 8 | Lecciones de vida                        | 23 de julio de 2015       |
| ¿Cómo educan los Bates a 19 niños por su cuenta? Kelly nos lleva al interior de su salón de clases y nos muestra los trucos para educar en el hogar a tantos niños, todos en diferentes grados. Mientras tanto, Tori continúa su educación en el Crown College y Nathan sube a los cielos en la escuela de vuelo.                                                                                        |                                          |                           |
| 9 | La lista de tareas pendientes de la boda | 30 de julio de 2015       |
| Brandon y Michaela se reúnen con un organizador de bodas para repasar todos los detalles de sus próximas nupcias. Mientras tanto, Lawson se entera de que tiene que sacarse las muelas del juicio y se pone muy nervioso por la inminente cirugía. |                                          |                           |
| 10 | El pequeño milagro de Erin               | 6 de agosto de 2015       |
| Erin y Chad tienen su última cita con el Dr. Vick y esperan ansiosos la llegada de su bebé. Dado que el parto es un procedimiento de alto riesgo, la familia está preocupada, esperando y rezando para que todo salga bien. |                                          |                           |
| 11 | Navegación con los Bates                 | 13 de agosto de 2015      |
| ¡Es hora del viaje familiar anual al lago! ¡Los niños no pierden el tiempo saltando al lago, nadando, paseando en bote y esquiando! ¡Pero lo que comienza como un día perfecto pronto se convierte en un desastre cuando cae un trueno y la familia tiene que dirigirse a las colinas! |                                          |                           |
| 12 | La búsqueda del vestido                  | 20 de agosto de 2015      |
| Michaela lleva a Kelly y a sus hermanas a la ciudad a buscar un vestido de novia. Pero después de horas y horas de búsqueda, se da por vencida. Ninguno de los vestidos está bien. ¡Faltan solo 2 meses para la boda y Michael comienza a ponerse nervioso! |                                          |                           |
| 13 | La fiesta de piscina de Addee y Ellie    | 27 de agosto de 2015      |
| Cuando tienes 19 hijos, es difícil pasar tiempo a solas con cualquiera de ellos. Pero no es imposible. Kelly se propone pasar el día con Trace, mientras que Gil y Josie se embarcan en una aventura de padre e hija. Después, toda la familia se reúne mientras Addallee y Ellie celebran sus cumpleaños con una fiesta de natación conjunta.                                                           |                                          |                           |
| 14 | ¡Hola Dollywood!                         | 3 de septiembre de 2015   |
| Lawson tiene la oportunidad de su vida: actuar en el mundialmente famoso "Dollywood", en Pigeon Forge, Tennessee. Mientras él hace su prueba de sonido en el escenario, el resto de la familia disfruta del parque temático y está pendiente de la presencia de Dolly. |                                          |                           |

### Temporada 3
| N.º (temp.) | Título                                      | Estreno en Estados Unidos |
| 1 | Bienvenido de nuevo Bates                   | 7 de enero de 2016        |
| --- | ------------------------------------------- | ------------------------- |
| El año pasado ha sido uno de enormes cambios y crecimiento para los Bates. En el estreno de la temporada 3, el clan Bates se une para ayudar a Michaela a encontrar finalmente el vestido de novia de sus sueños. Más tarde, la familia se enfrenta a una tormentosa boda al aire libre para la hermana de Kelly y celebra al padre de Gil, Papa Bill, con una increíble fiesta de cumpleaños el 4 de julio.                                                       |                                             |                           |
| 2 | Té dulce y abdominales                      | 14 de enero de 2016       |
| Con la boda de Michaela acercándose rápidamente, Kelly y Gil apuestan para ver quién puede ponerse en forma para lucir lo mejor posible para el gran día. Mientras Kelly recluta a Tori para que la motive y la ayude con los entrenamientos, Gil descubre que su entrenador, Lawson, utiliza un enfoque más práctico para ponerlo en forma. |                                             |                           |
| 3 | 15 niños y un nido vacío                    | 21 de enero de 2016       |
| A pocos días de la gran boda, la familia está más ocupada que nunca. Gil y Kelly llevan a los niños al parque para patinar y explorar el área de juegos. Erin organiza una fiesta de fabricación de velas llena de risas para Michaela y sus damas de honor. Lawson, Nathan y Trace llevan a Brandon a la pista de patinaje, pero un accidente en el hielo podría poner en peligro la boda.                                                                        |                                             |                           |
| 4 | Dirigido al altar                           | 28 de enero de 2016       |
| Mientras la familia se prepara para la boda, echan un vistazo al cortejo. También podemos ver el cortejo de Zach y Erin. |                                             |                           |
| 5 | Felicidad de boda y un primer beso          | 4 de febrero de 2016      |
| ¡Llegó el día que Michaela estaba esperando! Pero después de meses de planificación, es un momento agridulce para la familia Bates, que se da cuenta de que pronto se irá de casa. Hay mucho que hacer antes de que lleguen 800 invitados para celebrar y ver a Michaela y Brandon decir "Sí, acepto" y finalmente compartir su primer beso. |                                             |                           |
| 6 | Pesca con mosca, luna de miel con tirolesa  | 11 de febrero de 2016     |
| Brandon y Michaela comienzan su vida juntos mientras viajan a Montana para pasar una romántica luna de miel explorando el aire libre. De vuelta en casa, Gil invita a sus hijas menores a cenar. ¡Están creciendo rápido pero siguen siendo las niñas de papá! Y Zach llega a casa de la academia de policía para una comida casera con Whitney y Josie. |                                             |                           |
| 7 | Ruedas de entrenamiento y sillines de truco | 18 de febrero de 2016     |
| Judson cumple cinco años y recibe una bicicleta nueva para su cumpleaños. Está creciendo, pero todavía necesita que lo animen a quitarse las rueditas de entrenamiento y salir a la carretera. Erin se dirige a Nashville para grabar un álbum navideño, pero toma tiempo entrar en ritmo en el estudio. De vuelta en casa, Lawson, Nathan y Trace reciben la visita de un par de jinetes de trucos de The Dixie Stampede y aprenden algunos trucos por su cuenta. |                                             |                           |
| 8 | Ciudad de los vientos recién casados        | 25 de febrero de 2016     |
| Kelly y los niños viajan a Chicago para visitar a los recién casados Michaela y Brandon y ayudarlos a instalarse en su nuevo departamento y ver los sitios en Windy City. De vuelta en Tennessee, Zach se gradúa de la academia de policía y toda la familia está allí para celebrar este gran logro. |                                             |                           |
| 9 | Playas, Boates y Bates                      | 3 de marzo de 2016        |
| Es un caos en la casa de los Bates mientras la pandilla empaca y se dirige a Florida para divertirse bajo el sol. La familia va a la playa a jugar, construir castillos de arena y bucear por primera vez. Los chicos prueban suerte pescando para la cena, pero no todos están tan seguros de que la pesca del día termine en su plato. |                                             |                           |
| 10 | Bates de asiento trasero                    | 10 de marzo de 2016       |
| Inspirados por Zach, los Bates deciden pasar por su propio entrenamiento policial con la ayuda del departamento del Sheriff local. Más tarde, Lawson tiene un concierto de canto en un hospital local. Chad ayuda a Erin a diseñar la portada del CD de su último álbum navideño. |                                             |                           |
| 11 | ¡Hora de renovar!                           | 17 de marzo de 2016       |
| Con las tres hermanas mayores fuera de la casa, las chicas restantes deciden que es hora de redecorar su dormitorio. Zach y Whitney están redecorando un poco ellos mismos mientras salen a comprar un nuevo sofá para arreglar su casa. Más tarde, las chicas prueban una nueva receta para la cena. |                                             |                           |
| 12 | ¡Criando a Bradley!                         | 24 de marzo de 2016       |
| ¡El tiempo vuela y el primer nieto de los Bates, Bradley, está cumpliendo un año! Kelly y las chicas buscan regalos, pero su salida se va por la borda y rápidamente se convierte en una juerga de compras. Lawson muestra su mejor cara en una sesión de fotos para su nuevo álbum. Más tarde, la familia se reúne para la fiesta de cumpleaños de Bradley y Whitney comparte un gran anuncio.                                                                    |                                             |                           |
| 13 | Amor en el Heredero                         | 31 de marzo de 2016       |
| ¡Whitney está embarazada! Ella y Zach se hacen su primera ecografía para controlar al bebé. Gil y Kelly han compartido 19 hijos y 28 años juntos, por lo que la feliz pareja celebra su aniversario de bodas con una cena romántica y hablan de cosas nuevas por venir. ¡Nathan convoca una reunión familiar para compartir algunas noticias emocionantes! |                                             |                           |
| 14 | La Gran Manzana del Ojo de Nathan           | 7 de abril de 2016        |
| Algunos de los Bates se dirigen a la Gran Manzana para visitar a sus amigas, Ashley y Anastasia. Las chicas de la ciudad muestran a nuestros chicos del campo, Nathan y Lawson, todos los lugares emocionantes de la ciudad. Exploran Times Square, dan un paseo por el puente de Brooklyn y van a patinar sobre hielo donde Nathan hace una pregunta muy importante.                                                                                              |                                             |                           |

### Temporada 4
| N.º (temp.) | Título                                              | Estreno en Estados Unidos |
| 1 | Gran Familia, Grandes Cambios                       | 2 de junio de 2016        |
| --- | --------------------------------------------------- | ------------------------- |
| ¡Es una temporada de cambios para la familia Bates con nuevos amores, nuevas carreras y un nuevo nieto en camino! Pero cuando Gil se somete a un procedimiento médico serio, obliga a todos a contemplar lo que les depara el futuro a todos. |                                                     |                           |
| 2 | Fiesta de cumpleaños de los chicos Bates            | 9 de junio de 2016        |
| Es el cumpleaños de Trace y Jeb y solo hay una regla: ¡no se permiten chicas! Los hermanos, que comparten un cumpleaños y un vínculo especial, planean una fiesta para los chicos de Bates que solo se completa con go carts y helado. Mientras tanto, Erin y Chad viajan a Carolina del Sur para hablar y animar a un grupo de chicas jóvenes sobre el empoderamiento femenino. |                                                     |                           |
| 3 | Un día encantador                                   | 16 de junio de 2016       |
| Toda la familia llega a la casa Bates para celebrar su festividad favorita, "I Love You Day" Y hay alguien nuevo en la mesa: ¡el nuevo galán de Tori! La familia está feliz de ver a Michaela y Alyssa regresar a casa, así como a la novia de Nathan, Ashley, quien llega a la celebración para tener una conversación muy importante con Kelly y Gil. Más tarde, en la celebración familiar, ¡alguien de la familia hace un anuncio muy especial! |                                                     |                           |
| 4 | Bates del estado del sol                            | 23 de junio de 2016       |
| Si bien Alyssa, John y Allie pueden vivir lejos del resto de la familia, ¡nunca están lejos de sus corazones! Nos comunicamos con Webster's en Florida para ver cómo es la vida de esta familia de tres, desde su negocio familiar hasta sus pasatiempos favoritos. Mientras tanto, las futuras mamás Erin y Whitney se reúnen con Kelly para hablar sobre todo lo relacionado con las niñas. |                                                     |                           |
| 5 | Decisiones difíciles y grandes ambiciones           | 30 de junio de 2016       |
| El cambio está en marcha para todos los chicos de Bates. Lawson viaja a Nashville y hace nuevos y emocionantes planes para su carrera musical, pero cuando comparte sus planes con la familia, les preocupa que haya mordido más de lo que puede masticar. Mientras tanto, las parejas embarazadas, Zach y Whitney y Erin y Chad se unen por sus próximas niñas. Y Nathan comparte algunas noticias inesperadas sobre su noviazgo. |                                                     |                           |
| 6 | El Chile Grande                                     | 7 de julio de 2016        |
| ¡Es hora de ponerse a cocinar! La familia Bates se reúne una vez más para actuar en un evento muy querido por sus corazones, la recaudación de fondos anual Chili del Departamento de Bomberos Voluntarios. Mientras esperan a que lleguen las parejas casadas, Trace decide tomarse en serio su truco y solicita la ayuda de Gil y Jackson para construir una pista para practicar. Más tarde, en el gran evento, la familia se pone nerviosa por su próxima actuación. Sin mucho tiempo para practicar, ¿se recuperarán o serán capaces de recuperarse a tiempo para tocar una nota alta?                           |                                                     |                           |
| 7 | La gran limpieza de los Bates                       | 14 de julio de 2016       |
| ¡Es esa época del año otra vez y los Bates están listos para limpiar la casa! Con una gran familia, la limpieza de primavera no es tarea fácil. Kelly lidera el proyecto e intenta convencer a los niños de que se deshagan de sus trastos viejos y juguetes usados. Pero cuando Gil se pone sentimental, puede arruinar todo el esfuerzo. Y mientras la familia trabaja duro en casa, Chad trabaja duro en su trabajo en el depósito de metal. |                                                     |                           |
| 8 | Bloopers, Outakes y contratiempos, ¡Dios mío!       | 21 de julio de 2016       |
| ¡Con 19 niños nunca sabes lo que va a pasar! Y como hemos visto, los niños Bates están repletos de dichos divertidos y momentos entretenidos. Echamos un vistazo atrás y destacamos las cosas más divertidas y extravagantes que los niños de Bates han dicho y hecho. |                                                     |                           |
| 9 | Cumpleaños y Novios                                 | 28 de julio de 2016       |
| ¡Los Bates están de vuelta en Florida y están listos para la fiesta! Esta vez es el turno de las chicas Bates para celebrar mientras Allie y Carlin comparten un gran cumpleaños. La familia se prepara para la fiesta de cumpleaños, pero rápidamente se dan cuenta de que es mucho más difícil planear una fiesta para un niño de 1 y 18 años de lo que originalmente pensaron. Entonces, Kelly y Gil aprovechan su tiempo en Florida cuando deciden conocer a la familia del novio de Tori. |                                                     |                           |
| 10 | ¿Quién está a cargo?                                | 4 de agosto de 2016       |
| Los niños Bates están a cargo mientras Kelly y Gil toman unas vacaciones en pareja muy necesarias a las Cataratas del Niágara. Pero cuando algunos de los niños se enfermen, ¿serán capaces de manejar las presiones sin la presencia de mamá y papá? Luego, algunos de los niños de Bates se dirigen a la casa de Zach y Whitney para disfrutar de un regalo poco común... ¡noche de cine! |                                                     |                           |
| 11 | Bates hace el grado                                 | 11 de agosto de 2016      |
| ¡Es hora de voltear la borla mientras Trace y Carlin se preparan para recibir sus diplomas de escuela secundaria! Pero mientras la familia se prepara para la gran fiesta, se encuentran con un hombre menos cuando Kelly se enferma, dejando a Carlin a cargo de la planificación de la fiesta. ¿Sus hermanos vendrán a rescatarla y ayudarla a organizar la mejor fiesta de graduación hasta el momento? |                                                     |                           |
| 12 | El Bates número 20                                  | 18 de agosto de 2016      |
| ¿Alguna vez se preguntó cómo sería ser parte de la familia Bates? Únase al ganador del vigésimo concurso de Bates mientras conocen a la familia y se embarcan en un día en la vida de un Bates. Desde hacer quehaceres hasta montar a caballo, nuestro afortunado fan aprenderá rápidamente que si bien no siempre es fácil ser un Bates, ¡seguro que es divertido! |                                                     |                           |
| 13 | Bebé Paine en crecimiento                           | 25 de agosto de 2016      |
| ¡Carson cumple 1 año y los Bates están listos para celebrarlo! Es la primera vez que Erin recibe a toda la familia en su casa, por lo que solicita la ayuda de todos para instalar y decorar. Pero rápidamente pierde a los niños por la diversión y los juegos cuando Kelly llega con el entretenimiento de la fiesta. Y antes de que comience la fiesta, Katie y Josie se sientan al volante para recibir su primera lección de manejo bajo la atenta y nerviosa mirada de Kelly. |                                                     |                           |
| 14 | Bates lo reparte                                    | 1 de septiembre de 2016   |
| ¡Los Bates tienen hambre y están listos para comer! La familia se dirige a un bufé de "todo lo que pueda comer" para obtener sus guarniciones y llenarse. Pero, ¿serán algunos de los ojos de los Bates más grandes que sus estómagos? Y el arduo trabajo de grabación de Lawson para su nuevo álbum continúa a medida que encuentra inspiración en un compañero de dúo poco probable, Emily Ann Roberts, ex concursante de The Voice. ¿Estará este dúo sincronizado o completamente desafinado? |                                                     |                           |
| 15 | No se puede deletrear paintball sin DOLOR           | 15 de septiembre de 2016  |
| Jackson cumple 14 años y es hora de completar un rito de iniciación de Bates boy: ayudar en un trabajo de árboles. ¿Está preparado para este gran paso? Mientras tanto, Erin y Chad invitan a algunos familiares a discutir sus planes de grabar un nuevo CD de canciones de cuna. Luego, los muchachos se reúnen para celebrar el cumpleaños de Jackson con un juego de paintball ruidoso. Pero no pasa mucho tiempo antes de que los muchachos de Bates aprendan que no se puede deletrear paintball sin DOLOR. |                                                     |                           |
| 16 | Tres punteros y cachorros                           | 22 de septiembre de 2016  |
| Los chicos Bates van al campamento de baloncesto. ¿Cómo les irá a estos educadores en el hogar cuando participen en deportes organizados por primera vez? Y al más puro estilo Bates, surge una competencia entre los hermanos para ver quién llega a casa como MVP. Mientras tanto, ¡Chad y Erin esperan al bebé Brooklyn en cualquier momento! Pero ya están pensando en agregar otro miembro a la familia: ¡un nuevo cachorro! ¿Encontrarán un amigo de cuatro patas para llevar a casa? |                                                     |                           |
| 17 | ¡Conoce a Kaci Lynn Bates!                          | 29 de septiembre de 2016  |
| ¡Zach, Whitney y toda la familia Bates se preparan para conocer a su nueva incorporación, Kaci Lynn! Pero cuando Whitney se hace una ecografía días antes del parto, descubren que Kaci Lynn está violada y, si no lo hace, podría tener consecuencias peligrosas para la madre y el bebé. Cuando llega el momento, Zach, Whitney y el resto de la familia están conteniendo la respiración y rezando por un nuevo Bates feliz y saludable. |                                                     |                           |
| 18 | GRAN TAMAÑO: Extra Paine                            | 6 de octubre de 2016      |
| ¡En este nuevo episodio, observa cómo Erin es la anfitriona del primer cumpleaños de Carson y cómo dos de las chicas Bates reciben una lección de manejo! |                                                     |                           |
| 19 | Amigos fangosos                                     | 13 de octubre de 2016     |
| ¡Es hora de ensuciarse! La familia se embarca en una aventura desordenada cuando empacan y se enlodan en vehículos de cuatro ruedas. ¿Puede Nathan, el temerario residente de la familia, tomárselo con calma o terminará con la cabeza en el barro? Pero cuando el clima da un giro inesperado, la familia corre el peligro de perder su embarrado buen tiempo. Y más tarde, Michaela y Brandon vienen a la ciudad para conocer al miembro más nuevo de los Bates, ¡Kaci Lynn! |                                                     |                           |
| 20 | Noches de Nashville y campamentos campestres        | 20 de octubre de 2016     |
| ¡Lawson está lustrando sus botas para un concierto en Nashville! Pero a pesar de que su carrera musical está creciendo, Lawson sabe lo que paga las cuentas... su negocio de cuidado del césped. Y cuando algunas de sus hermanas piden aprender las cuerdas del negocio y ganar un poco de dinero extra, Lawson accede a enseñarles todo lo que sabe. Mientras tanto, Jackson, Warden e Isaiah acampan en su lugar favorito... el fuerte. Y más tarde, Lawson sube al escenario en un lugar en Nashville. Pero en una ciudad llena de aspirantes a músicos, ¿se destacará Lawson o se desvanecerá entre la multitud? |                                                     |                           |
| 21 | ¿Y la bebé hace cinco?                              | 27 de octubre de 2016     |
| ¡Erin y Chad están a días de conocer a su pequeña niña y están en modo de preparación completa! Erin se dirige a Nashville para terminar su álbum de canciones de cuna. Pero antes de que Erin y Chad traigan a Brooklyn a casa, le dan la bienvenida a otra nueva incorporación... ¡un cachorro! Y a medida que el nacimiento de Brooklyn se acerca más y más, Erin relata sus luchas con el trabajo de parto de Carson y, aunque valdrá la pena cuando tenga a Brooklyn en sus brazos, le preocupa enfrentar las mismas dificultades esta vez.                                                                      |                                                     |                           |
| 22 | GRAN TAMAÑO: Fiesta de cumpleaños extra             | 3 de noviembre de 2016    |
| ¡En este nuevo episodio, diviértete más en el cumpleaños con Jeb y Trace! |                                                     |                           |
| 23 | GRAN TAMAÑO: Extra Chile                            | 10 de noviembre de 2016   |
| En este nuevo episodio, obtenga más de los Bates mientras asisten a un evento en la estación de bomberos que salvó la vida de Addallee cuando era un bebé. |                                                     |                           |
| 24 | GRAN TAMAÑO: Más fiestas de cumpleaños y más novios | 29 de diciembre de 2016   |
| ¡En este nuevo episodio, obtén más información sobre la fiesta de cumpleaños de las chicas y el nuevo novio de Tori! |                                                     |                           |
| 25 | Especial de Fin de Año                              | 29 de diciembre de 2016   |
| ¡En este episodio especial de fin de año, cada Bates nos dirá cuál ha sido su momento favorito de las últimas 4 temporadas! |                                                     |                           |

### Temporada 5
| N.º (temp.) | Título                                                         | Estreno en Estados Unidos |
| 1 | ¡Amor de verano, rasgueo de guitarra y una sorpresa por venir! | 5 de enero de 2017        |
| --- | -------------------------------------------------------------- | ------------------------- |
| ¡Los Bates están de vuelta! Es una temporada de nuevos comienzos para la familia Bates. La familia viaja a Carolina del Norte para recoger a Warden, Jackson e Isaiah del campamento para dormir, pero no sin antes recibir una visita vip del consejero del campamento y novio de Tori, Bobby. ¿Podría haber un futuro cortejo en el horizonte para Bobby y Tori? ¡Mientras están en el campamento, los Bates no tienen idea de lo que les espera cuando se encuentran con un columpio gigante que provoca gritos y algunas actividades acuáticas salvajes! Mientras tanto, Lawson se centró en su carrera musical. Regresa al estudio para grabar un dueto con la artista country Emily Ann. Más tarde, toda la familia se reúne para una cena especial y un invitado inesperado llega para sorprender a la familia con un gran anuncio. |                                                                |                           |
| 2 | ¡Planes, Bandas y Puré de Papas!                               | 12 de enero de 2017       |
| ¡Se están haciendo muchos planes en la casa Bates! Kelly está a punto de convertir el gran 5-0, por lo que Erin convoca una reunión con los hermanos para planificar una fiesta sorpresa. Pero, ¿podrán los niños más pequeños mantenerlo en secreto? Mientras tanto, los Bates Boys, inspirados por su tiempo en el campamento de baloncesto, intentan descubrir si pueden instalar una cancha real en su jardín. Mientras que Lawson, que tiene grandes planes para su gira de conciertos, invita a su banda a practicar en la sala de estar. Por último, mientras las niñas mayores se mudan y van a la universidad, es hora de que los niños aprendan a cocinar. Erin invita a Warden, el chef en ciernes de Bates, a su casa para que le enseñe a cocinar su receta favorita.                                                         |                                                                |                           |
| 3 | Un cumpleaños y un pajarito                                    | 19 de enero de 2017       |
| ¡La cría de Bates no solo está creciendo, sino que todos están madurando y alcanzando nuevos hitos! Mientras la familia se reúne para celebrar los 16 años de Katie, es hora de que finalmente se una a la tradición de las niñas Bates de recibir un anillo de pureza. Con toda la familia junta, Kelly y Gil pueden compartir las buenas noticias de que han asegurado una nueva ubicación para su congregación, Mama Jane conoce a sus nuevos bisnietos por primera vez, y Papa Bill, Gil y Lawson llegan los enlaces para ver qué Bates es el mejor golfista. |                                                                |                           |
| 4 | Dilemas de perrito                                             | 26 de enero de 2017       |
| Erin y Chad ciertamente están muy ocupados con una bebé recién nacida, un niño pequeño y su nueva incorporación peluda, Max. Al darse cuenta de que necesitan ayuda, solicitan la ayuda de los niños pequeños para un entrenamiento de cachorros. En Chicago, casi ha sido un año de felicidad conyugal para Michaela y Brandon, así que revisamos a los recién casados y su vida en Chicago. Mientras tanto, los Bates avanzan en su nueva cancha de baloncesto y Lawson y Emily Ann se reúnen para actuar en el Hospital de Niños con Cancér. |                                                                |                           |
| 5 | ¡Sorpresa! ¡El gran 5-0 de Kelly Jo!                           | 2 de febrero de 2017      |
| ¡Es un cumpleaños histórico para la matriarca de los Bates y la familia quiere asegurarse de que sea un cumpleaños que Kelly nunca olvidará! ¡Después de meses de planificación, finalmente ha llegado el momento de honrar los 50 años de Kelly! Para asegurarse de que la sorpresa permanezca intacta, Gil lleva a Kelly a una escapada romántica a Chattanooga, Tennessee, o eso cree ella. Mientras tanto, los niños de Bates luchan entre bastidores para llevar a cabo este gran evento clandestino y ¡sorprender a Kelly con una celebración al estilo Bates! ¿Pueden llevarlo a cabo? |                                                                |                           |
| 6 | ¡No sé lo que haría sin ti!                                    | 9 de febrero de 2017      |
| ¡El amor está en el aire! Es el primer aniversario de Tori y Bobby. Para celebrar la ocasión, Tori y toda la familia Bates se dirigen a Florida para visitar a Bobby. Tori quiere compartir un poco de diversión bajo el sol con su novio, pero ha planeado una sorpresa más grande para su protagonista. ¿Hay un cortejo oficial en el horizonte? Entre putt putt, parasailing y tiempo en la playa, Tori se pregunta cuándo Bobby "hará estallar" la gran pregunta. |                                                                |                           |
| 7 | ¡Batidos, bistecs y Showtime!                                  | 16 de febrero de 2017     |
| Después de pasar innumerables horas escribiendo y grabando su nuevo álbum, ¡el arduo trabajo de Lawson finalmente ha valido la pena! ¡Está lanzando un CD de canciones originales y preparándose para su primera gran gira! Pero, ¿cómo manejará la presión de actuar en un gran concierto benéfico? ¿Saldrá todo según lo planeado o Lawson todavía tiene algunas lecciones que aprender antes de convertirse en un actor experimentado? Mientras tanto, Zach y Whitney finalmente tienen una noche de cita muy merecida... pero ¿podrán los niños Bates cumplir con sus responsabilidades de niñeras? |                                                                |                           |
| 8 | Dulce hogar Spartanburg                                        | 23 de febrero de 2017     |
| ¡Es un viaje por el camino de la memoria cuando Kelly lleva a toda la familia de regreso a su ciudad natal, Spartanburg, Carolina del Sur, para continuar con la celebración de su cumpleaños! Kelly hace retroceder el reloj, mientras les muestra a los niños la casa en la que creció, su "alma mater" de la escuela secundaria y les presenta a sus amigos de la infancia. ¿Se sorprenderán los niños al saber más sobre la vida de su madre antes de que tuviera 19 hijos? ¡También nos comunicaremos con Alyssa y John en Florida, mientras se preparan para la llegada de su nuevo bebé! |                                                                |                           |
| 9 | Camiones de bomberos y basureros de pañales                    | 2 de marzo de 2017        |
| La familia Bates se enfrenta a una emergencia inesperada cuando se produce un incendio en el cuarto de lavado. La familia investiga quién es el responsable del incendio y afronta las consecuencias. Mientras tanto, Kelly pasa un buen rato con Michaela en Chicago, antes de partir para el baby shower de Alyssa en Florida. Más tarde, Kelly se reúne con Gil para "Diaper Pounding" de Alyssa. ¿Pueden disfrutar de la celebración, o la realidad en casa pone un freno a la diversión de todos los pañales? |                                                                |                           |
| 10 | Un montón de ropa y un montón de lecciones                     | 9 de marzo de 2017        |
| Dado que un incendio en el cuarto de lavado causó graves daños por humo dentro de la casa Bates, ¿cómo manejará la familia su rutina diaria, ya que se mudó temporalmente a solo dos habitaciones en un hotel? A medida que se limpia el daño del fuego, los Bates intentan olvidarse de las cosas y se dirigen al Ark Encounter. Más tarde, los niños pequeños aprenden importantes lecciones de vida cuando Gil y Kelly intentan ayudarlos a comprender los verdaderos peligros y las consecuencias que puede tener un incendio. |                                                                |                           |
| 11 | ¡Aparcamientos para bicicletas, peluqueros y grandes dúos!     | 16 de marzo de 2017       |
| ¡La gira de lanzamiento del álbum de Lawson está en pleno apogeo y la próxima parada es Mount Airy, Carolina del Norte! Antes de su actuación en el histórico Teatro Earle, Lawson y Nathan visitan los lugares icónicos del "Real Mayberry". Mientras tanto, Gil les enseña a los niños más pequeños cómo construir un portabicicletas con troncos. Más tarde, el resto de la familia se reúne en Carolina del Norte para ayudar a Lawson con los preparativos de su concierto. Durante el ensayo para el gran espectáculo, Lawson espera a que llegue su invitada especial, Emily Ann. ¿Estarán sincronizados para su gran dúo o Lawson se derrumbará durante su actuación? |                                                                |                           |
| 12 | Masa-algo                                                      | 23 de marzo de 2017       |
| ¡La familia Bates está en las pistas! Como los niños nunca habían esquiado antes, Gil y Kelly planean un viaje lleno de nieve a un centro turístico en Massanutten, Virginia. Viajar con niños no es fácil... pero ¿qué tal tratar de organizar el equipo de esquí para 19 niños más cónyuges y nietos? ¡Después de las lecciones de esquí, la familia decide bajar la montaña por su cuenta! ¿Será este viaje de esquí algo único para la familia Bates o esta aventura nevada se convertirá en una tradición anual? |                                                                |                           |
| 13 | Trabajando un apetito                                          | 30 de marzo de 2017       |
| ¡Es otro día ajetreado en la casa de los Bates! La familia está en la recta final cuando se trata de completar su cancha de baloncesto. Finalmente es el momento de instalar la portería, pero ¿serán capaces los niños de seguir las instrucciones correctamente o sus sueños de aros quedarán en suspenso? Mientras tanto, Carlin y Josie experimentan una aventura llena de dolor cuando les sacan las muelas del juicio. Más tarde, la familia disfruta de una comida reconfortante y da gracias por estar de regreso en su casa desde el incendio, antes de dirigirse a la iglesia. |                                                                |                           |
| 14 | ¡Los Cubs aterrizan en Chicago!                                | 6 de abril de 2017        |
| Es una aventura en la Ciudad de los Vientos para los chicos más jóvenes de los Bates cuando Michaela y Brandon aprovechan la oportunidad de cuidar a Jackson, Warden, Isaiah, Judson y Jeb, mientras que Gil y Kelly están en Australia. Pero, ¿cómo manejarán estos dos recién casados compartir su apartamento de una habitación y un baño con cinco Bates Boys? Mientras tanto, Josie está siguiendo los pasos de su hermana y tomando cursos universitarios, pero mientras busca su licencia de cosmetología, ¿alguno de sus hermanos dará un paso adelante para un cambio de imagen? |                                                                |                           |
| 15 | ¡Recién nacido y amor por todos lados!, A                      | 13 de abril de 2017       |
| ¡El amor es el aire para la familia Bates! Gil, Kelly y los niños se dirigen a Florida para esperar la llegada del segundo hijo de Alyssa y John, ¡Lexi Mae! Contando los días para su parto, Alyssa se registra en el centro de maternidad para un chequeo, pero ¿las complicaciones con los latidos del corazón del bebé retrasarán su parto? Antes de la gran celebración del "Día de te amo", las hermanas Bates se reúnen para un día de spa y hablan sobre el nuevo novio de Carlin. Más tarde, es un tema de "Down on the Farm" para la celebración del Día de Te Amo de este año, ¡donde toda la familia Bates honra a Mama Jane durante las festividades! |                                                                |                           |

### Temporada 6
| N.º (temp.) | Título                                                      | Estreno en Estados Unidos |
| 1 | Verano de amor                                              | 1 de junio de 2017        |
| --- | ----------------------------------------------------------- | ------------------------- |
| Es hora de la boda, pero ¿quién camina por el pasillo? El amor está floreciendo para los Bates, con Carlin encontrando un "amigo especial" en Evan y Tori y Bobby profundizando su vínculo. E incluso las parejas casadas tienen grandes noticias, especialmente Erin y Chad. ¿Su familia crecerá por dos? |                                                             |                           |
| 2 | Romance de viaje por carretera                              | 8 de junio de 2017        |
| Carlin y Katie salen a la carretera para pasar un buen rato con el pretendiente compositor de Carlin, Evan, y su familia. Evan y las chicas se divierten en un parque de patinaje cubierto y la joven pareja trabaja en una canción especial para la familia de Evan. ¿Pasará Carlin la prueba de aprobación de los padres y hay un futuro cortejo en el horizonte? Mientras tanto, Jackson es el próximo miembro de la familia Bates en la fila para obtener su permiso de aprendizaje. ¿Será mejor conductor que sus hermanas, Josie y Katie? |                                                             |                           |
| 3 | Bobby se muda                                               | 15 de junio de 2017       |
| ¡Bobby y Tori están haciendo planes para el futuro! Después de graduarse de la universidad, Bobby espera mudarse de Florida a Tennessee para estar más cerca de Tori. Antes de tomar una decisión final, se dirige a Knoxville para una entrevista de trabajo y buscar un lugar para vivir. Y en un esfuerzo por agregar un poco de estructura a los juegos bruscos de Judson y Jeb, Kelly lleva a los niños a una clase de artes marciales. Más tarde, Bobby y Tori discuten su línea de tiempo futura con Gil y Kelly durante la cena. ¿Hay un compromiso en el horizonte? |                                                             |                           |
| 4 | Hermana Revelry                                             | 22 de junio de 2017       |
| ¡Es hora de unir hermanas! ¡Erin, Tori, Carlin, Whitney, Josie y Katie se unen para una clase de defensa personal y participan en una pequeña competencia amistosa! Mientras tanto, Gil tiene muchos conductores jóvenes de Bates detrás del volante, reúne a los niños para una lección de "Auto 101". ¡Más tarde, es la noche de cita doble para las parejas casadas! Como Erin y Zach aprecian mucho la cocina, ¡convencen a Whitney y Chad para que se unan a ellos en una clase de cocina! |                                                             |                           |
| 5 | Él dijo, Ella dijo                                          | 29 de junio de 2017       |
| Kelly cobra el regalo del "Día de te amo" de Gil y quiere que él limpie el cobertizo. ¿Puede Gil completar el proyecto a tiempo y sin quejas? Mientras los chicos ayudan a Gil a organizar el cobertizo, Nathan se distrae y usa objetos de desecho para hacer una tirolesa improvisada. Mientras tanto, Carlin se escapa de la tarea de limpieza y opta por pintar líneas en la nueva cancha de baloncesto de Bates. Más tarde, Trace juega un partido de baloncesto informal con algunos jugadores universitarios. ¿Será capaz de mantenerse al día y asegurarse un lugar en el equipo o Lawson saboteará el juego? |                                                             |                           |
| 6 | Edición de recién casados                                   | 6 de julio de 2017        |
| En este episodio especial de "Recién casados" de Bringing Up Bates, ¡veremos qué tan bien las parejas más jóvenes de Bates conocen a sus parejas! ¿Pueden adivinar la comida favorita de su cónyuge? ¿Qué tal el destino de vacaciones de sus sueños? ¡Esperemos que se hayan estado prestando atención a lo largo de los años, de lo contrario, las cosas podrían ponerse incómodas! |                                                             |                           |
| 7 | ¡No se preocupe, tenemos esto!                              | 13 de julio de 2017       |
| Erin y Chad han ampliado su familia con cabras pigmeas gemelas, pero tener "niños" adicionales significa más tareas domésticas. Así que Gil y los niños más pequeños pasan a ayudar a Chad a pintar el nuevo cobertizo de las cabras. De vuelta en la casa Bates, la tirolesa improvisada de Nathan no era la más segura, por lo que Gil y los niños reconfiguran un diseño más largo y mucho más seguro. Una vez que se asientan en el lugar perfecto, ¡los niños lo prueban! Y más tarde, Erin sorprende a Chad con una aventura de cumpleaños número 30 con una escapada a Hot Springs, Carolina del Norte, para una escapada romántica sin los niños. |                                                             |                           |
| 8 | Detente, tira y lava                                        | 20 de julio de 2017       |
| La familia Bates nunca olvidará el incendio de su casa, por lo que organizan una recaudación de fondos para lavar autos para retribuir a los heroicos bomberos voluntarios que respondieron a su situación de emergencia. Justo antes del gran día, Zach insiste en darles a los niños de Bates un tutorial sobre lo que se debe y no se debe hacer para lavar un automóvil correctamente. Pero, ¿una pelea familiar por el agua pondrá fin a la lección de Zach? Mientras tanto, Chad y Erin están interesados en comprar una casa "para arreglar" y comienzan la búsqueda de una propiedad que esperan renovar y llamar propia. |                                                             |                           |
| 9 | MÁS Bloopers, tomas descartadas y contratiempos, ¡Dios mío! | 27 de julio de 2017       |
| ¡Con 19 niños nunca sabes lo que va a pasar! Y como hemos visto, los niños Bates están repletos de dichos divertidos y momentos entretenidos. Aquí hay una mirada retrospectiva a algunas de las cosas más divertidas y extravagantes que los niños de Bates han dicho y hecho, ¡actualizadas con más videos divertidos y percances! |                                                             |                           |
| 10 | La gran oportunidad de Lawson y Sadie                       | 3 de agosto de 2017       |
| Ahora que Lawson terminó de grabar su álbum country, está dando el siguiente paso en su carrera y está haciendo un video musical, coprotagonizado por la actriz, Sadie Robertson. Pero, ¿puede convertir su canción sobre el desamor en un video musical de alta calidad? Mientras tanto, Kelly piensa que es hora de que los chicos del medio reciban una lección de modales para que puedan convertirse en caballeros. Después de darles algunos consejos, como asegurarse de decir siempre por favor y gracias, los niños invitan a su mamá a un almuerzo especial y ponen a prueba sus habilidades de modales. |                                                             |                           |
| 11 | ¿Una gorra, dos vestidos?                                   | 10 de agosto de 2017      |
| ¡Ahora que Bobby se graduó de la universidad, es un momento de celebración, amor y nuevos comienzos! Antes de su gran fiesta de graduación, Tori y Josie se reúnen con Bobby y su mejor amigo Kelton para jugar unas rondas de disc golf. Mientras Bobby y Tori se ponen al día y hablan sobre su futuro juntos, Josie tiene la oportunidad de pasar un tiempo con Kelton. ¿Hay un romance en ciernes en el horizonte? Mientras tanto, nos ponemos al día con Alyssa y John en Florida y vemos cómo hacen malabarismos con dos negocios, mientras crían a un nuevo bebé y a un niño pequeño que nunca duerme. ¡Y más tarde, la familia Bates se reúne con la familia de Bobby para su fiesta de graduación! ¿Los niños más pequeños mantendrán sus modales bajo control para la ocasión?              |                                                             |                           |
| 12 | La noche en que se apagaron las luces en Tennessee          | 17 de agosto de 2017      |
| Ahora que Nathan es un instructor de vuelo certificado, se mudó de regreso a Rocky Top, Tennessee, para enseñar lecciones de vuelo. Ansioso por poner en práctica sus nuevas habilidades, lo alcanzamos mientras da una de sus primeras lecciones a un piloto novato. ¿Ha encontrado Nathan su vocación? Mientras tanto, Kaci se está convirtiendo en el gran "Uno". ¡Zach y Whitney honran la ocasión con algunas fotos invaluables! De vuelta en la casa Bates, ¡un corte de energía conduce a una fiesta de pijamas improvisada y una noche de juegos! |                                                             |                           |
| 13 | Las fabulosas selvas de interior de los chicos Bates        | 24 de agosto de 2017      |
| Desde que Zach se mudó de la casa Bates, extraña pasar tiempo con los chicos del medio, por lo que organiza un viaje de campamento con la esperanza de tener algunos momentos de unión con sus hermanos. Pero entre el tiro al plato y la pesca, Zach recibe una llamada que podría poner en pausa su plan de acampar durante la noche. Más tarde, Kelly, Erin y Whitney reúnen a los niños más pequeños para una lección de natación. Pero, ¿el miedo de Kelly al agua hará que Callie, Judson y Jeb duden en zambullirse? ¿O los niños se lanzarán al agua como un banco de peces? |                                                             |                           |
| 14 | ¡Aquí está la primicia!                                     | 31 de agosto de 2017      |
| Kelly, Erin, Carson y Tori se dirigen a Chicago para visitar a Michaela y Brandon y disfrutar de algunas vistas. ¿Se producirá un choque cultural para la "chica de campo" Erin, mientras explora nuevos terrenos en la gran ciudad? Mientras tanto, de vuelta en la casa de Bates, Carlin, Josie y Katie están cuidando niños mientras mamá no está. Para ayudar a pasar el tiempo, los niños se dividen en equipos y tienen un concurso para ver quién puede hacer el mejor sabor de helado casero. Como Katie es una fanática de los helados, ¡se ofrece como voluntaria para elegir al ganador! Y más tarde, es un momento emotivo para las hermanas, cuando Michaela le cuenta a Erin sobre sus desafíos para quedar embarazada.                                                                 |                                                             |                           |
| 15 | ¿Cortejo, niños y futuros yernos?                           | 7 de septiembre de 2017   |
| ¡Un verano en Bates no estaría completo sin unas vacaciones familiares! Este año, la familia se dirige a un complejo de aventuras en el borde de New River Gorge en Virginia Occidental. Pero mientras la familia hace las maletas para su escapada, Tori está deprimida porque Bobby no se unirá a ella en este viaje, ¿o sí? Mientras tanto, Carlin está muy emocionada de tener a su novio Evan en el viaje. Ahora que su relación está floreciendo, Evan y Carlin se sientan con Gil y Kelly para una "gran charla". Pero, ¿obtendrán luz verde para comenzar a cortejar oficialmente? Más tarde, Kelly intenta superar su miedo a las alturas durante un curso de cuerdas, mientras que Bobby se da cuenta de que estas vacaciones son el momento perfecto para hacerle una gran pregunta a Gil. |                                                             |                           |
| 16 | Aguas inexploradas                                          | 14 de septiembre de 2017  |
| Es un asunto familiar, ya que la familia Bates, junto con el novio de Tori, Bobby, y el pretendiente de Carlin, Evan, continúan con sus emocionantes vacaciones en Adventures on the Gorge, en West Virginia. Llueva o haga sol, los Bates desafían un curso de balsismo en aguas bravas de alto nivel. Es hora de hundirse, nadar o gritar mientras la familia navega por unos rápidos intensos. Y más tarde, Gil se lleva una gran sorpresa cuando Bobby lo lleva a un lado y le pide permiso para hacerle la gran pregunta a Tori. |                                                             |                           |

### Temporada 7
| N.º (temp.) | Título                                                            | Estreno en Estados Unidos |
| 1 | Las 4 Cs: Quilate, Claridad, Carlin y Cortejo                     | 4 de enero de 2018        |
| --- | ----------------------------------------------------------------- | ------------------------- |
| ¡El amor está en el aire para las chicas Bates! Pero, ¿qué hija es la siguiente en la fila para casarse? ¿Y será capaz Gil de “soltar” a sus no tan pequeñas? Ahora que Evan tiene luz verde para cortejar oficialmente a Carlin, pone en marcha su plan de "propuesta de cortejo". ¿Carlin se dará cuenta de la gran sorpresa que Evan le ha dado? Y antes de que Bobby se mude a Tennessee, hace una parada en una joyería en Florida. Mientras tanto, es un cumpleaños histórico para Josie. ¡Cumple 18 años y toda la familia Bates, incluidas Alyssa y Michaela, están en Tennessee para su fiesta sorpresa! ¿Estará el pretendiente Kelton disponible cuando pida un deseo? ¡Y más tarde, los Bates tienen su primer servicio religioso oficial en su nuevo espacio de congregación! |                                                                   |                           |
| 2 | Decoración de dilemas y decisiones laborales                      | 11 de enero de 2018       |
| Michaela y Brandon se mudaron de su pequeño apartamento de una habitación a una nueva casa de alquiler, por lo que Kelly y Erin visitan a la joven pareja y ayudan a decorar su nuevo espacio. Pero, ¿podrán las damas decidirse por un estilo de diseño que apaciguará a Michaela Y Brandon? De vuelta en Rocky Top, Chad decidió dejar su trabajo en el depósito de chatarra y le ofreció su puesto a Bobby. Pero después de pasar el día siguiendo a Chad en el trabajo, ¿será Bobby el adecuado para el puesto? Después del trabajo, Bobby se encuentra con Tori para tomar un helado y hablar sobre su futuro juntos. ¡Y de vuelta en Chicago, Kelly, Erin, Michaela y Brandon van a una bolera y participan en una competencia amistosa! |                                                                   |                           |
| 3 | El campista feliz de Bobby                                        | 18 de enero de 2018       |
| Bobby finalmente está haciendo el gran cambio a Rocky Top para poder estar más cerca de Tori. Antes de aterrizar en Tennessee, pasa por una joyería de Florida para recoger el anillo de compromiso de Tori. Pero, ¿cuándo Bobby realmente le "hará la pregunta" a su verdadero amor? Mientras tanto, Tori y algunos de sus hermanos intentan acomodar la casa rodante antes de que Bobby se mude, pero ¿los problemas de plomería afectarán su fecha de mudanza? Y más tarde, los padres de Bobby visitan la casa de la familia Bates por primera vez. |                                                                   |                           |
| 4 | Domingo divertido                                                 | 25 de enero de 2018       |
| ¡Un eclipse total se dirige directamente sobre Rocky Top, Tennessee! Entonces, antes del gran evento, Brandon les da a los niños de Bates una lección de ciencia interactiva, demostrando cómo la luna bloquea el sol durante un eclipse. Y más tarde, la familia Bates se reúne en una fiesta en la piscina para divertirse bajo el sol y maravillarse con el cielo oscuro de arriba, causado por el eclipse. Y antes de que Michaela y Brandon regresen a su hogar en Chicago, se encuentran con el Dr. Vick para una consulta, mientras continúan buscando respuestas sobre sus problemas de infertilidad. |                                                                   |                           |
| 5 | La sorpresa de Erin se lleva la palma                             | 1 de febrero de 2018      |
| Es una dulce sorpresa, ya que Erin le revela a su esposo, Chad una noticia muy inesperada. Y más tarde, Whitney equilibra la maternidad con su nueva carrera como agente inmobiliaria. En la oficina, Whitney recibe consejos de su nuevo jefe y se marcha con un regalo de despedida que le pone una sonrisa en la cara. De vuelta en la casa de Bates, Trace practica ejercicios de baloncesto con sus amigos de la universidad. Pero, ¿una actitud negativa detendrá sus posibilidades de hacerse un lugar en el equipo de baloncesto de la universidad? Mientras tanto, Erin hornea un pastel con sus hermanas menores y les cuenta un secreto. ¿Cómo reaccionarán las chicas cuando se den cuenta de que son los primeros miembros de la familia Bates en conocer una gran noticia? |                                                                   |                           |
| 6 | Lo mejor está por venir                                           | 8 de febrero de 2018      |
| Ha sido amor a primera vista para Tori y Bobby, pero desde que Bobby se mudó a Tennessee, Tori ha estado ansiosa porque él "hiciera la pregunta". Si bien un anillo de compromiso podría estar quemando un agujero en el bolsillo de Bobby, todavía necesita idear el plan de propuesta perfecto, por lo que recurre a Gil y Kelly para pedirle consejo. Y más tarde, cuando Bobby, Kelton y Evan lleven a sus protagonistas a una cita triple especial, ¿el ambiente romántico inspirará a Bobby a arrodillarse? ¿O se le ocurrirá un momento sorpresa aún mayor para pedir la mano de Tori en matrimonio? |                                                                   |                           |
| 7 | Especial deportivo Bates                                          | 15 de febrero de 2018     |
| Es la emoción de la victoria y la agonía de la derrota en este episodio lo que destaca los mejores momentos deportivos de Bates. Ya sea en tierra, mar o nieve, vea a los Bates mientras golpean, disparan, taclean, anotan, eliminan y se llevan el premio en esta compilación de sus mejores y peores logros atléticos. |                                                                   |                           |
| 8 | Clips favoritos de los fanáticos                                  | 22 de febrero de 2018     |
| ¡Estamos contando los 25 clips de Bates más vistos de UPtv.com que nunca antes se habían visto en la televisión! ¿Tu clip favorito estará en la lista? |                                                                   |                           |
| 9 | ¡Guarde la fecha y las decisiones que debe tomar!                 | 1 de marzo de 2018        |
| Ahora que Tori y Bobby están oficialmente comprometidos, esperan poder adelantar la fecha de su boda, pero ¿pueden convencer a Gil y Kelly de que esta es una sabia decisión? Y más tarde, los hermanos Bates se dirigen a la fiesta anual de cumpleaños del lago "solo para hombres" de Nathan, ¡donde se tiran al agua para divertirse bajo el sol! Mientras tanto, Kelly y Tori están en pleno modo de planificación de la boda y la primera prioridad es encontrar un vestido de novia para Tori. Después de una consulta con un diseñador de vestidos de novia, ¿se convencerá Tori de que un vestido personalizado es el que mejor se adapta a sus planes? |                                                                   |                           |
| 10 | Guinda de los pasteles                                            | 8 de marzo de 2018        |
| Kelly ha reunido un equipo de planificación de bodas para las nupcias de Tori y Bobby y ahora es el momento de explorar el lugar. Si bien Tori desea una boda temática del país de las maravillas invernal, ¿su indecisión sobre los detalles evitará que Kelly marque las cosas de su "lista de cosas por hacer"? Mientras tanto, Lawson, Nathan y Trace pasan un tiempo en el rancho, poniéndose al día y montando a caballo. Y más tarde, Isaiah celebra su cumpleaños número 13 con una batalla épica de etiquetas láser en el patio trasero de los Bates. Siempre una competencia, ¿acabará el cumpleañero en el equipo ganador? |                                                                   |                           |
| 11 | Gran decisión, opiniones más importantes                          | 15 de marzo de 2018       |
| Antes de que Kelly y las niñas se dirijan a Kentucky para la prueba del vestido de novia de Tori, toda la familia, incluidas Michaela y Alyssa, se reúnen para un pícnic familiar festivo. Pero cuando Gil descubre algunos sobres misteriosos, el tema de conversación gira en torno a qué hermano podría tener noticias sorpresa. Y más tarde, Kelly, Tori y sus hermanas se reúnen en la tienda de novias de Renee para probarse vestidos de novia y de dama de honor personalizados. Pero tener varias hermanas significa escuchar varias opiniones diferentes. Después de probarse tres estilos distintos de vestidos de novia, ¿encontrará Tori el vestido de sus sueños o su indecisión sacará lo mejor de ella? |                                                                   |                           |
| 12 | Arreglando para nuevos comienzos                                  | 22 de marzo de 2018       |
| ¡Los Bates y Los Paines están listos para renovarse! Ahora que Chad comenzó un nuevo trabajo como subcontratista, se le asignó trabajar en un "reparador superior". ¿Podrá impresionar a su jefe con sus habilidades? ¿Y el aporte de decoración de interiores de Erin ayudará a "cambiar" la propiedad? Mientras tanto, Zach y Whitney ha tomado la decisión de comprar una casa que necesita un poco de trabajo. Después de cerrar una propiedad, ¡comienzan las aventuras de renovación! Pero hacer malabarismos con dos niños pequeños, horarios de trabajo agitados y un proyecto de mejoras para el hogar los hace trabajar horas extra. ¿Este proyecto de ensueño se volverá desastroso? |                                                                   |                           |
| 13 | ¿Se puede tener una despedida de soltera sin la novia y el novio? | 29 de marzo de 2018       |
| Antes de que Tori se case con Bobby, Gil la lleva a una salida especial de padre e hija. ¿Podrá Gil contener las lágrimas mientras caminan por el camino de la memoria? Mientras tanto, ahora que Josie está trabajando para obtener su licencia de cosmetología, Whitney lleva a Kaci con su tía para su primer corte de cabello. Más tarde, Michaela y Brandon se reúnen con Erin y Whitney para ayudar a decorar la despedida de soltera de Tori y Bobby. Pero mientras una multitud se reúne para las festividades, no hay señales de Tori y Bobby. ¿Será esta una despedida de soltera sin novios? |                                                                   |                           |
| 14 | Manta de playa Despedida de soltera!                              | 5 de abril de 2018        |
| ¡Ahora que Tori tiene un anillo en el dedo, Kelly y sus hermanas han planeado una despedida de soltera en la playa para la futura novia! ¡Después de llegar a Florida, las damas salen a divertirse bajo el sol y a charlar entre chicas! ¿Será Tori "todo oídos" cuando sus hermanas casadas le den algunos consejos sobre qué esperar cuando comience una nueva vida con Bobby? De vuelta en Tennessee, Bobby recluta a algunos de los chicos más jóvenes de Bates para que lo ayuden a mudarse de la casa rodante a un nuevo apartamento. Y más tarde, ¡es tiempo de carreras de karts! Con las chicas fuera, Gil, Bobby, Kelton, Lawson y Nathan deciden divertirse un poco en una pista de carreras cubierta. A medida que la competencia se intensifica, ¡las cosas se salen de control! |                                                                   |                           |
| 15 | Otra Hermosa Temporada de Bendiciones                             | 12 de abril de 2018       |
| Los Bates se dirigen a Carolina del Sur para su tradición anual de Acción de Gracias con Papa Bill y Mama Jane, ¡e incluso los novios de Carlin y Josie están presentes para las festividades en la granja! Ahora que Evan y Carlin están cortejando oficialmente, ¿Josie y Kelton reunirán el coraje para pedir permiso a Gil y Kelly para "cortejar oficialmente" durante el viaje? Mientras tanto, Papa Bill recluta a todos los jóvenes para que lo ayuden a terminar de construir un granero, y Mama Jane solicita la ayuda de Kelly, Alyssa, Whitney, Carlin y los niños para ayudar a recoger nueces y hornear brownies. Y el Día de Acción de Gracias no estaría completo sin la cena casera de Mama Jane, donde la familia se reúne alrededor de la mesa y da las gracias. |                                                                   |                           |
| 16 | Cuenta regresiva para el 'Sí, acepto'                             | 19 de abril de 2018       |
| ¡La cuenta atrás ha comenzado! Antes de que Tori y Bobby digan "Sí, acepto", ¡hay un millón de cosas por hacer! ¡Tori tiene su última prueba de vestido de novia y se sienta con Carlin para pensar en un peinado para su día especial! Mientras tanto, Gil, Nathan y los chicos del medio se ponen a trabajar en cortar y podar árboles para la decoración de la boda del "país de las maravillas de invierno" de Tori y Bobby. ¿La falta de progreso de los chicos hará que Kelly entre en pánico? Mientras tanto, con el bebé #3 en camino, los Paine hacen un viaje familiar al médico para el ultrasonido de Erin. Por último, en honor a su 30 aniversario, Gil y Kelly tienen una cita nocturna memorable y asisten al concierto navideño benéfico de Lawson. Pero cuando Nathan salta al escenario sin previo aviso, ¡la familia se encuentra con una sorpresa inesperada!                             |                                                                   |                           |
| 17 | La Boda de invierno de Tori                                       | 26 de abril de 2018       |
| ¡Es una Navidad muy "casada" para los Bates ya que el día de la boda de Tori y Bobby está aquí! La familia se apresura a encargarse de las decoraciones de última hora de la boda de "Winter Wonderland", Tori y Bobby comienzan a prepararse para su luna de miel en California, y la cena de ensayo de la noche anterior se vuelve un poco caótica cuando tienes una fiesta nupcial tan grande. Cuando finalmente llega el gran día, todos están llenos de emoción, especialmente Gil mientras se prepara para regalar a otra hija. Y una vez que se intercambian los votos, ¡es hora del primer beso de la pareja! ¿Será todo lo que han estado esperando? Y con cualquier boda de Bates, tienes que preguntarte, ¿quién es el siguiente? |                                                                   |                           |
| 18 | Una luna de miel celestial y una cuenta regresiva para el cortejo | 7 de junio de 2018        |
| Después de una ceremonia de boda perfecta, Tori y Bobby se van de luna de miel. Al llegar a California, los recién casados dan un paseo romántico por la Pacific Coast Highway y zarpan para dar un pintoresco paseo en bote por la Bahía de Monterey. Pero después de que Tori tenga una videollamada con su mamá y su papá, ¿sentirá nostalgia por Tennessee? Mientras tanto, ¡la cuenta regresiva del cortejo está en marcha! Ahora que Gil y Kelly le dieron permiso a Kelton para invitar oficialmente a Josie a la corte, él comienza a poner en marcha su plan. Después de llevar a Josie a un paseo panorámico en tranvía y una aventura de patinaje sobre hielo en Gatlinburg, Tennessee, ¿Kelton finalmente dará un salto de fe y le hará la "gran pregunta"? Y más tarde, Tori y Bobby continúan sus aventuras de luna de miel en el Parque nacional Yosemite.                                      |                                                                   |                           |
| 19 | Ojo ¡Día de amarte!                                               | 14 de junio de 2018       |
| Puede que la boda de Tori y Bobby haya quedado atrás, ¡pero Kelly no se detiene! Finalmente se someterá a una cirugía ocular para corregir su visión. Pero, ¿cómo resistirá la familia Bates mientras ella está en modo de recuperación? Mientras tanto, es la temporada del amor, mientras la familia se prepara para las festividades del "Día de te amo" de este año. ¿El tema de “envejecer juntos” dará lugar a algunos disfraces inesperados? ¿Y los chicos solteros de Bates finalmente asegurarán un asiento en la mesa para la cena de parejas? |                                                                   |                           |
| 20 | Mares del día!                                                    | 21 de junio de 2018       |
| Ahora que muchas de las niñas mayores se han mudado de la casa, es el turno de Carlin de asumir nuevas responsabilidades domésticas, incluida la tutoría de sus hermanos menores. Pero, ¿cómo responderán los niños Bates a las nuevas reglas de Carlin? Más tarde, Gil y la familia se dirigen a Myrtle Beach, Carolina del Sur, para que los niños puedan conocer al lado de la familia de Mama Jane por primera vez. La aventura comienza con un almuerzo en un restaurante de mariscos, pero ¿podrá convencer a los niños de Bates para que prueben los mariscos por primera vez? Y a pesar del clima frío, la familia disfruta de un momento de unión en la playa, que incluye un paseo matutino para hacer ejercicio con Mama Jane y sus hermanas y un tiempo de fútbol en la arena. Pero durante el juego, ¿Carlin alejará a Evan de los muchachos para posar para algunas fotos de "compromiso digno"? |                                                                   |                           |

### Temporada 8
| N.º (temp.) | Título                                                                         | Estreno en Estados Unidos |
| 1 | Ultrasonidos, votos matrimoniales y ¿futura novia?                             | 3 de enero de 2019        |
| --- | ------------------------------------------------------------------------------ | ------------------------- |
| ¡El amor sigue creciendo en la familia Bates! Josie, recién comprometida, está planeando su boda de otoño, Tori y Bobby están esperando su primer hijo, la pareja felizmente casada, Zach y Whitney, están renovando sus votos, ¡y Carlin todavía está loca por Evan! Mientras tanto, Gil y Kelly pasan un tiempo con Tori y Bobby en Nashville y experimentan un ultrasonido 4D para el bebé Kade. Y sin que Carlin lo sepa, Evan se encuentra con Gil y Kelly Jo para cenar y pedir su mano en matrimonio, pero ¿está Gil listo para dejar ir a otra de sus hijas? Y más tarde, es un momento alegre y emotivo para Whitney y Zach, cuando sus padres y la familia Bates se unen para renovar sus votos. |                                                                                |                           |
| 2 | Novia de la Gran Manzana                                                       | 10 de enero de 2019       |
| Josie encontró el vestido de novia de sus sueños en línea... solo hay un dilema: la sala de exhibición del diseñador de novias se encuentra en la ciudad de Nueva York. ¿Podrá convencer a Kelly de que un viaje a la Gran Manzana es una prioridad para poder probarse el vestido? Y ahora que Evan tiene el permiso de Gil y Kelly para proponerle matrimonio a Carlin, ¡es hora de comprar un anillo de compromiso! La joven pareja rompe la tradición y decide mirar anillos de boda juntos. Más tarde, Kelly, Josie, Whitney y Carlin se dirigen a Manhattan para disfrutar de las vistas y, con suerte, encontrar un vestido de novia para Josie. Pero cuando Josie se pruebe el vestido de sus sueños, ¿será "el indicado"? |                                                                                |                           |
| 3 | ¡Una propuesta de matrimonio para planificar y tareas pendientes para la boda! | 17 de enero de 2019       |
| Ahora que Evan eligió un anillo de compromiso para Carlin, hay una cosa importante más en su lista de cosas por hacer: ¡desarrollar un plan de propuesta! ¡Se reúne con Erin y Kelly para intercambiar ideas sobre dónde debería hacerle la pregunta a su verdadero amor! Mientras tanto, Josie y Kelton se han decidido por un espacio al aire libre para su boda. Pero, ¿la lluvia pendiente pondrá freno a la planificación de la ceremonia perfecta? Por último, Erin y Chad pasan por la casa de Zach y Whitney, después de enterarse de que Whitney tuvo un aborto espontáneo. Juntos, la pareja se ofrece apoyo mutuo y ayudan a plantar un árbol en memoria del bebé. |                                                                                |                           |
| 4 | ¡Una ducha dulce y un cambio sorpresa!                                         | 24 de enero de 2019       |
| Josie y Kelly regresan a la ciudad de Nueva York para que Josie pueda probarse el vestido de novia que seleccionó por última vez. ¿Estará complacida con las alteraciones o el vestido de sus sueños necesitará más trabajo? Y Evan avanza a toda velocidad con la preparación de su propuesta a Carlin. Como espera cortejarla con un baile de salón, recluta a su madre para que lo ayude a practicar algunos pasos de baile. Mientras tanto, Kelly, Erin, Whitney y Carlin están muy ocupadas organizando la fiesta de bodas con el tema de la "fiesta del té" de Josie. ¿Estarán listos para salir cuando los invitados lleguen a tiempo? Y más tarde, Kelly, Carlin y Tori se encuentran con Lawson en un estudio de grabación de Nashville para apoyarlo mientras graba su nuevo CD. Pero sin que Carlin lo sepa, el centro de atención estará sobre ella, ¡cuando Evan haga una aparición sorpresa! |                                                                                |                           |
| 5 | El evento principal                                                            | 31 de enero de 2019       |
| Desde que Evan le cantó una canción sincera a Carlin y le pidió que la "cortejara oficialmente", han sido inseparables. Dos años después, ambos están más que listos para dar el siguiente paso en su relación. Sin el conocimiento de Carlin, tiene un plan de propuesta de cuento de hadas en proceso para su protagonista. Después de sorprenderla en un estudio de grabación de Nashville, la joven pareja, junto con sus padres, se dirigen a Portland, Maine, para una escapada divertida. ¡La joven pareja sale a dar un paseo panorámico en bicicleta a un pintoresco lugar de pícnic junto a la bahía! Pero cuando Evan y Carlin se pierden durante su viaje, ¿estará en peligro su perfecto plan de propuesta? Y luego, ¡comienza la cuenta regresiva de propuestas! Kelly, Gil y la madre de Evan se apresuran a ayudar a Evan a poner en marcha su plan... pero, lo que es más importante, Carlin dirá "sí" cuando Evan la corteje con un poema escrito a mano, un baile de salón y su anillo de diamantes favorito?                                         |                                                                                |                           |
| 6 | Batir y Cambiar                                                                | 7 de febrero de 2019      |
| Es una dulce sorpresa para el cumpleaños número 18 de Katie, cuando su familia celebra la ocasión con dos de sus cosas favoritas: ¡pizza y helado! Y los futuros recién casados, Josie y Kelton, buscan un apartamento que puedan compartir juntos una vez que se casen. ¡Whitney se une para darle a la joven pareja su experiencia en bienes raíces y ser su acompañante por última vez! Mientras tanto, Jackson, de dieciséis años, ahorró dinero de sus trabajos de construcción para comprar su propio camión usado, pero rápidamente se da cuenta de que comprar una parte superior reparadora es un "gran proyecto". Y más tarde, Josie y sus damas de honor se dirigen a la tienda de novias de Renee en Kentucky para arreglos de vestidos. Pero cuando Renee toma unas tijeras para cortar el corpiño de Josie, ¿el vestido de sus sueños se convertirá en una pesadilla? |                                                                                |                           |
| 7 | ¡Una novia, un novio y un amor que es verdad!                                  | 14 de febrero de 2019     |
| ¡Es el próximo capítulo en la historia de amor de Josie y Kelton, ya que comienza la cuenta regresiva para la ceremonia de su boda! Después de necesitar varias modificaciones en el vestido de novia de sus sueños, Josie se prueba el vestido por última vez antes del gran día. Pero, ¿estará satisfecha con los cambios? Mientras tanto, a Gil y Lawson se les asigna la tarea de recoger el arco de metal de 8 pies que es la pieza central de la ceremonia al aire libre de la pareja. Pero, ¿llegará ileso a su destino deseado? Y más tarde, Josie y sus damas de honor se reúnen en un salón de belleza para tener un momento de unión con la futura novia, mientras que Kelton y sus padrinos de boda se "preparan" antes del gran día. Y es un sueño hecho realidad para Kelton y Josie... pero ¿un embotellamiento de tráfico inesperado pondrá en peligro la ceremonia de su boda? |                                                                                |                           |
| 8 | Recién casados: novatos vs. pros                                               | 21 de febrero de 2019     |
| ¿Qué tan bien conoce a su cónyuge? Las parejas mayores son profesionales y llevan casados varios años, mientras que los recién casados todavía se están acostumbrando a la vida matrimonial. ¿Whitney puede nombrar la merienda favorita de Zach? ¿Erin y Chad recuerdan la primera comida que cocinó Erin? ¿Recuerda Michaela el primer regalo que recibió de Brandon? ¿Y qué hábito vuelve un poco o mucho locos a los novatos recién casados, Josie y Kelton, y Tori y Bobby? Descúbrelo en este episodio especial de Bringing Up Bates. |                                                                                |                           |
| 9 | ¡Un amor con leche!                                                            | 28 de febrero de 2019     |
| Fue un momento de "felices para siempre" cuando Kelton y Josie se casaron oficialmente y ahora están listos para su próxima aventura romántica juntos, ¡una luna de miel en Asheville, Carolina del Norte! Dado que la relación de la joven pareja se ha centrado en el café, su primera parada es una visita a un café local para recibir una lección de arte latte. ¡Mientras tanto, el resto de la familia se reúne para el baby shower de Tori y Bobby y divertirse y compartir! Y más tarde, Josie y Kelton comparten su primer desayuno juntos como pareja casada y su escapada de luna de miel continúa con un viaje a una fábrica de chocolate y una caminata escénica al icónico Chimney Rock, ¡donde las vistas y los besos son impresionantes! |                                                                                |                           |
| 10 | ¡Una boda para planificar y divertirse con la familia!                         | 7 de marzo de 2019        |
| ¡El hogar es donde está el corazón! Es una reunión familiar cuando Michaela y Alyssa se unen a Erin, Whitney, Kelly y los nietos para jugar y ponerse al día en un museo para niños. ¿Podrá Kelly convencer a Alyssa y Michaela de que regresen a Tennessee? Mientras tanto, Gil lleva a Addallee, Ellie y Callie a visitar a Erin, ¡quien ayuda a las niñas más jóvenes con un proyecto de manualidades! Y más tarde, los niños mayores y Gil se dirigen a la iglesia para ver qué queda por hacer con las renovaciones. Mientras limpian, los chicos hablan sobre sus vidas ocupadas y si hay alguna novia en el horizonte. |                                                                                |                           |
| 11 | Cambio de imagen de la habitación de Nashville                                 | 14 de marzo de 2019       |
| ¡Tori y Bobby están contando los días para la llegada del bebé Kade! Antes de que Tori dé a luz, Kelly, Erin, Lawson, Whitney, Zach y los niños están en Nashville para ayudar a decorar la guardería. Erin espera que le ayuden a dar vida a sus ideas de decoración de la guardería, pero ¿se producirá el caos cuando intenten seguir su ejemplo? Mientras tanto, Katie sigue los pasos de Josie y asiste a la escuela de cosmetología. ¿Ha encontrado su verdadera vocación? Y de vuelta en Nashville, Tori y la familia acuden a una tienda de segunda mano para comprar algunas decoraciones de última hora para la guardería justo antes de la gran revelación cuando Bobby regresa a casa del trabajo. |                                                                                |                           |
| 12 | Un nido de recién casados y Trace es puesto a prueba                           | 21 de marzo de 2019       |
| Puede que la luna de miel de Josie y Kelton haya terminado, ¡pero la diversión apenas comienza! ¡Ahora es el momento de instalarse en su nuevo apartamento! Mientras Kelton está en el trabajo, Josie recluta a su amiga y a Whitney para que la ayuden a decorar su sala de estar. Pero, ¿Kelton estará complacido con el estilo de decoración bohemio de Josie? Y debido a que Addallee experimentó pérdida de audición cuando era niña, ahora está probando nuevos audífonos. Gil y Kelly la llevan a un audiólogo para un chequeo. Más tarde, Judson y Jeb experimentan la escalada en roca bajo techo por primera vez. Mientras Judson se divierte escalando la pared más alta, ¿el miedo se apoderará de Kelly? Y ahora que Trace ha completado su formación como oficial adjunto del alguacil, se encuentra con su hermano mayor Zach para dar un paseo. Después de experimentar “un día en la vida” de un policía, ¿querrá seguir una carrera a largo plazo en la aplicación de la ley?                                                                          |                                                                                |                           |
| 13 | Una propuesta para recordar y un bebé en camino                                | 28 de marzo de 2019       |
| ¡Son 5 años fuertes para Erin y Chad, así que para celebrar su 5.º aniversario, la pareja felizmente casada hace una escapada romántica al lugar donde Chad le propuso matrimonio por primera vez a su verdadero amor! ¡Dan un paseo por el carril de la memoria y disfrutan de un paseo en carruaje para dos y otras dulces sorpresas! Mientras tanto, dado que la fecha de parto de Tori se acerca rápidamente, la familia se reúne para discutir un plan tentativo sobre quién se dirigirá a Nashville para el parto. ¡Y más tarde, el hijo de Whitney y Zach cumple 4 años! ¡En honor a la ocasión, la familia se dirige a un huerto de calabazas para comer pastelitos y pasar un momento familiar divertido y festivo! |                                                                                |                           |
| 14 | ¡Listos o no, Kade está en camino!                                             | 4 de abril de 2019        |
| Para celebrar el cumpleaños número 30 de Zach, los muchachos salieron a la carretera para pasar un rato de unión y diversión en el barro. Pero entre las cuatro ruedas y el tiro al plato, Gil recibe noticias de Kelly de que el bebé Kade está en camino. Mientras Tori se abre camino a través de intensos dolores de parto, Kelly y Bobby están a su lado, pero ¿llegará el resto de la familia al hospital a tiempo, antes del nacimiento del bebé Kade? |                                                                                |                           |
| 15 | Es un niño y ¿quizás uno más?                                                  | 11 de abril de 2019       |
| Es una carrera loca, ya que Gil, Erin, Carlin y Lawson intentan llegar al hospital antes de que Tori dé a luz al bebé Kade. ¡Después de tener contracciones todo el día, Tori está lista para pujar! Bobby consuela a Tori durante el parto y la pareja comparte un momento emotivo cuando el bebé Kade toca la cara de Tori por primera vez. Después de varias semanas, toda la familia se reúne en la casa de los Bates para que finalmente todos puedan conocer al bebé Kade en persona y celebrar la Navidad. Durante las festividades, Gil tiene una sorpresa inesperada para la familia... ¡pero Josie tiene reservada una sorpresa aún mayor para sus padres! |                                                                                |                           |
| 16 | Un Día de "Te Amo" Muy Medieval                                                | 19 de septiembre de 2019  |
| "I Love You Day" está aquí nuevamente y todo el equipo de Bates se reúne para una elaborada fiesta temática de "caballería" con comida, juegos y disfraces increíbles. Antes del gran evento, Kelly y las chicas decoran para la fiesta y se ponen al día con las noticias familiares más importantes, como los planes de boda de Carlin y Evan, la perspectiva romántica de Trace y la emocionante noticia de que Michaela y Brandon podrían mudarse a Tennessee. Mientras tanto, los muchachos de Bates llegan a las pistas por el día en una "Batalla de los hermanos" mientras el snowboarder Lawson y el esquiador Nathan compiten por las velocidades más rápidas. Más tarde, la fiesta del amor continúa cuando Josie y Kelton invitan a su familia a una fiesta de revelación de género. Cuando el globo explote, ¿será un niño o una niña? |                                                                                |                           |
| 17 | ¡Una futura novia ruborizada!                                                  | 26 de septiembre de 2019  |
| Kelly, Erin y Carlin se dirigen a Nashville para ayudar a Carlin con lo más importante de su boda: ¡encontrar un vestido de novia! Mientras están allí, aprovechan la oportunidad para pasar un poco de tiempo con Tori, el bebé Kade y Lawson. Cuando el grupo hace un viaje a TopGolf, Erin y Lawson disfrutan de una competencia amistosa entre hermanos y Carlin y Evan disfrutan de un tiempo en pareja. Y finalmente, Carlin se prueba el vestido de novia de sus sueños; pero ¿seguirá siendo el indicado, cuando la futura novia se dé cuenta de que el vestido es ligeramente rosa? |                                                                                |                           |
| 18 | ¡Un baile con papá y una boda para planear!                                    | 3 de octubre de 2019      |
| ¡Carlin tiene el vestido perfecto y piensa que puede haber encontrado el lugar perfecto! Pero, ¿el presupuesto de la boda causará retrasos para asegurar el lugar de sus sueños? Mientras tanto, Gil, Zach, Nathan y los niños trabajan en la construcción de una casa para perros para el nuevo cachorro que será la casa para perros de sus sueños u otro proyecto inacabado de Bates. Más tarde, con Michaela y Brandon pensando en regresar a Tennessee, buscan una propiedad de alquiler en Norris, Tennessee. ¿La pareja sella oficialmente el trato y firma un contrato de arrendamiento? Y ansiosa por compartir un baile de padre e hija con Gil el día de su boda, Carlin convenció a su padre para que tomara lecciones de baile de salón. Pero siendo novatos en el baile, ¿ambos tendrán dos pies izquierdos? |                                                                                |                           |
| 19 | ¡Un gran plan para bebés!                                                      | 10 de octubre de 2019     |
| Carlin tiene el lugar perfecto para la boda, pero necesita comenzar a concretar todos los detalles, incluidas las decoraciones y un plan de juego en caso de que llueva en su día especial. Más tarde, su vestido de novia finalmente llegó pero, cuando se lo prueba, necesita desesperadamente modificaciones importantes. De vuelta en Nashville, Tori y Bobby están listos para mudarse, pero su pequeño camión de mudanzas no es rival para todas sus pertenencias. Por suerte para ellos, Gil es un maestro empacador. ¿Puede traer sus habilidades expertas al rescate? Y, con todas las renovaciones de la iglesia casi completas, todo lo que queda es traer el magnífico piano de media cola nuevo antes del primer servicio. |                                                                                |                           |
| 20 | ¿Bailamos?                                                                     | 17 de octubre de 2019     |
| ¡Erin y Chad se están uniendo y combinando habilidades para trabajar juntos en un proyecto! Las habilidades de diseño de interiores de Erin han sido muy útiles cuando se trata de las casas de sus hermanos, pero ¿tiene lo que se necesita para renovar la habitación de un bebé para un nuevo cliente? Mientras tanto, Kelton echa un vistazo a su futuro cuando pasa un tiempo con Bobby y el bebé Kade. ¿Este papá en entrenamiento dominará el servicio de pañales? Y mientras obtiene su título en cosmetología, Katie también está trabajando para obtener su licencia de piloto. Pero cuando está en el aire, ¿puede impresionar a su hermano mayor Nathan con sus habilidades de entrenamiento en vuelo? Y luego, ¡la práctica hace al maestro! Gil, Kelly y Carlin han completado su primera lección de baile, ¡pero ahora es el turno de Evan, Erin y Chad de unirse a la diversión! Pero durante la lección grupal, ¿pueden seguir el ritmo de los movimientos fluidos del instructor y aprender una rutina de baile de salón antes de la fecha de la boda? |                                                                                |                           |
| 21 | Nuevos comienzos                                                               | 24 de octubre de 2019     |
| Erin, Whitney y Carlin se han unido para iniciar una tienda en línea que vende vestidos casuales y modestos. Sin embargo, comenzar un negocio desde cero no es fácil y se necesitará todo lo que tienen para no darse por vencidos antes de comenzar. Mientras tanto, Kelly lleva a Addallee, Ellie y Callie a un divertido día de chicas en un parque de aventuras. Más tarde, la familia les organiza a Carlin y Evan una despedida de soltera épica que se vuelve emocional cuando la futura novia recibe dulces consejos de su familia y suegros. Y después de pasar un año renovando la iglesia, la familia se une para celebrar el primer servicio en el hermoso espacio nuevo. |                                                                                |                           |
| 22 | Drama de mamás y damas de honor                                                | 7 de noviembre de 2019    |
| Zach y Whitney están listos para compartir buenas noticias con el resto de la familia: ¡tienen al bebé número 3 en camino! Whitney quiere sorprender a todos, incluso a Zach, con el género y recluta a Kelly para idear un plan encubierto. Josie y Kelton están ocupados decorando una guardería con el característico estilo "boho-chic" de Josie y Carlin alcanza un gran hito antes de su boda: ¡graduarse de la universidad! Más tarde, Carlin y sus damas de honor van a ver sus vestidos de dama de honor de color pastel en persona, pero ¿llorará la futura novia lágrimas de alegría o decepción? |                                                                                |                           |
| 23 | ¡El hogar es donde está el corazón!                                            | 14 de noviembre de 2019   |
| A medida que se acerca el día de su boda, Carlin y Evan se ocupan de arreglar su futuro hogar. Con todo el desempaque, ¿pueden encontrar el tiempo para terminar de escribir el dúo que planean cantar en la ceremonia, o esto se convertirá en un desastre musical? Ahora que Michaela y Brandon regresaron a Tennessee, la hija mayor de Bates está ansiosa por instalarse en su nueva casa. Mientras la familia la ayuda a mudarse, Kelly habla con Michaela sobre sus planes para la escuela de enfermería. Mientras tanto, Carlin, Whitney y Erin tienen una sesión de fotos para su nuevo negocio de vestidos y muchos de los Bates intentan modelar. Y más tarde, nuestra novia atareada marca un último elemento pendiente en su lista de tareas pendientes de la boda, ¡mientras ella y Evan se dirigen al juzgado para obtener su licencia de matrimonio! |                                                                                |                           |
| 24 | Una boda que valió la pena esperar                                             | 21 de noviembre de 2019   |
| Faltan solo unos días para la boda de cuento de hadas de Carlin. Entre las prácticas de baile y dúo de última hora y la organización de una fiesta nupcial extremadamente grande en el calor de Tennessee durante el ensayo, las emociones están a flor de piel y el tiempo corre. Más tarde, ¡por fin ha llegado el gran día! Con sus damas de honor a su lado, Carlin se prepara para caminar por el pasillo, mientras ella y Gil comparten un dulce y lloroso primer vistazo. Más tarde, a medida que se desarrolla la alegre ceremonia, ¿se apoderarán de ella los nervios cuando llegue el momento de cantar a dúo con Evan? Después de ser declarados marido y mujer, la pareja se dirige a la recepción, donde comparten un baile romántico juntos y Carlin tiene un baile sincero con su padre. ¡Es un día mágico, memorable y lleno de amor para el Sr. y la Sra. Stewart y toda la familia Bates! |                                                                                |                           |

### Temporada 9
| N.º (temp.) | Título                                             | Estreno en Estados Unidos |
| 1 | Una primera vez para todo                          | 5 de marzo de 2020        |
| --- | -------------------------------------------------- | ------------------------- |
| Después de su boda de cuento de hadas, Carlin y Evan emprenden su luna de miel con una parada en la romántica Charleston, Carolina del Sur. Los recién casados experimentan el romance de la ciudad e intentan pescar cangrejos. Pero, ¿Mostrará Carlin sus garras cuando Evan la desafíe a recoger un crustáceo? La amiga de Trace, Chaney, está en la ciudad y le presenta a su familia a los Bates. ¿Se ganará Trace a su familia o perderá la calma durante un juego competitivo de bochas? La cuenta regresiva para el primer bebé de Josie y Kelton está en marcha y la preparación final con una doula refuerza su confianza, pero nadie podía realmente anticipar el difícil trabajo de parto que les esperaba. Con mucha perseverancia, Josie da a luz a Willow y la familia se reúne para celebrar. |                                                    |                           |
| 2 | Un negocio ocupado y una bomba de bebé             | 12 de marzo de 2020       |
| Desde que Whitney, Carlin y Erin comenzaron su negocio de vestidos en línea, ¡no ha parado! ¡Han estado vendiendo vestidos y permaneciendo despiertas todas las horas para enviar paquetes! Dada su rápida expansión, las damas están trabajando para mudarse a un nuevo espacio de trabajo. Mientras tanto, Katie pone a prueba sus habilidades de cosmetología cuando Michaela pasa por ella para hacerse unos reflejos. Cuando las hermanas se ponen al día, Katie revela que está enamorada de un chico nuevo. Ahora que Erin está esperando al bebé n.º 4, se dirige al médico para hacerse una ecografía. ¿Cómo harán malabarismos Erin y Chad con todas sus responsabilidades laborales con otro bebé en la mezcla? ¡Y no sería una comida al aire libre de la familia Bates sin que un miembro de la familia revelara una gran noticia! ¿Será que Carlin está embarazada?                                   |                                                    |                           |
| 3 | ¡Primer hogar y acompañantes estrictos!            | 19 de marzo de 2020       |
| Los nuevos padres, Josie y Kelton, llevarán a su bebé a casa a un lugar completamente nuevo y es la primera vez que los propietarios piden algunos favores familiares para completar las renovaciones de su casa que necesita reparaciones. Mientras tanto, Carlin, Erin y Whitney reclutan a la "amiga" de Trace, Chaney, para que modele para su boutique de ropa en línea. Más tarde, la floreciente relación de Trace con Chaney se pone a prueba cuando Judson y Jeb son los chaperones de su cita. |                                                    |                           |
| 4 | Buenas noticias y problemas de salud               | 26 de marzo de 2020       |
| Ahora que se ha revelado el secreto de Carlin y Evan, se dirigen al médico para su primera ecografía. Pero cuando se revela que Carlin tiene el mismo trastorno sanguíneo que Erin, comienza a preocuparse por el embarazo. Lidiando con la noticia, Carlin se une a Erin y Whitney en su nuevo espacio de trabajo boutique para una conversación sincera. Más tarde, Gil y Kelly visitan a un cirujano ortopédico, donde Gil se enfrenta a una decisión difícil. ¡Y es el turno de Tori de revelar un secreto! Durante un paseo con Josie y sus bebés, ¡ella revela una gran noticia! |                                                    |                           |
| 5 | ¿Texas o Busto?                                    | 2 de abril de 2020        |
| Trace, Gil y Kelly se dirigen a Colleyville, Texas, donde Trace planea pedirle a Chaney que sea su novia, ¡y hay presión para que sea un momento memorable! Pasan tiempo de calidad en el estado de la estrella solitaria con la familia de Chaney disfrutando de Tex-Mex y una competencia amistosa. ¡La primera parada es una carrera de karts donde parece que Trace ha encontrado su pareja! Pero más tarde en las jaulas de bateo, ¿obtendrá Trace luz verde del padre de Chaney para salir con su hija? Mientras tanto, la madre de Kelly y Chaney pone en marcha el plan de cortejo de Trace cuando las dos familias se reúnen para un pícnic. Trace lleva a Chaney a un lado por el momento perfecto a solas para preguntarle si quiere su novia; ¿ella dira que si? |                                                    |                           |
| 6 | Cirugía y Sorpresas                                | 9 de abril de 2020        |
| ¡No más flexiones con una sola mano para Gil! Con Kelly a su lado, Gil se dirige a un centro ortopédico para una cirugía del manguito de los rotadores. ¿La ansiedad de Gil por el procedimiento sacará lo mejor de él? Recién casados y nuevos padres, Josie y Kelton celebran su primer aniversario, mientras que Michaela y Brandon prueban la paternidad cuidando a la bebé Willow. ¡Más tarde, es la noche de juegos para los Bates con un juego épico de Hangman! ¡Con todos reunidos, Tori y Bobby animan la competencia con una frase sorpresa especial! Por último, Carlin y Evan causan un gran revuelo al revelar el sexo de su primer bebé. |                                                    |                           |
| 7 | Una Pizza para el corazón de Katie                 | 16 de abril de 2020       |
| Es el gran ultrasonido cuando Whitney, Erin, Carlin y Tori comparten una cita de control juntas. Más tarde, las parejas casadas tienen una cita sin niños, ya que todos los nietos tienen una fiesta de pijamas con Kelly y Gil, que aún se está recuperando. Cuando sobreviene el caos, Katie es reclutada para ayudar a mantener la paz. ¡Poco sabe ella, una gran sorpresa de cumpleaños está en camino a la fiesta de pijamas con su pizza favorita! El cumpleaños de Katie se vuelve más dulce cuando pasa el día con su "amigo" Travis. ¿Hay un romance floreciente en el horizonte? |                                                    |                           |
| 8 | Una gran escapada Bates                            | 23 de abril de 2020       |
| Es una gran escapada a Bates, cuando toda la familia, junto con el "amigo" de Katie, Travis, y la novia de Trace, Chaney, se dirigen a Gatlinburg, Tennessee, para divertirse en familia al aire libre. Encajar a este enorme clan bajo un mismo techo es una tarea formidable. ¿Kelly y Tori están a la altura del desafío? Pero antes de que comience la aventura épica, Trace se rompe un dedo y necesita cirugía. ¿Todavía podrá unirse al viaje familiar? ¿Y una loca tormenta de viento pondrá freno a esta aventura épica y acabará con las esperanzas de Kelly de obtener una foto actualizada con toda la familia? |                                                    |                           |
| 9 | ¡Modo anidamiento y mamás en una misión!           | 30 de abril de 2020       |
| Ahora que Josie y Kelton compraron una casa, están dando los toques finales a sus renovaciones. Erin, Chad y Lawson se unen a Josie para ayudarla con un desafiante proyecto de pintura. Mientras tanto, Michaela se toma un descanso de la escuela de enfermería para divertirse un poco con los niños más pequeños. ¡Y es la cuenta regresiva para el tercer bebé de Whitney! Erin se detiene para ayudar a Whitney a transformar un rincón de la habitación de Kaci en una guardería y, mientras las damas decoran, Erin reflexiona sobre cómo manejará los arreglos de vivienda en su pequeña y acogedora casa una vez que tenga al bebé #4. |                                                    |                           |
| 10 | Cuidando los negocios y la diversión en Florida    | 7 de mayo de 2020         |
| Dada la reciente cirugía del manguito rotador de Gil, los niños mayores de Bates se unen a su padre para ayudar en un trabajo de árboles. Pero, ¿podrá Gil dejar la motosierra y dejar que sus hijos tomen la iniciativa? Mientras tanto, Erin y Chad discuten sus arreglos de vivienda actuales ahora que el bebé #4 está en camino. Más tarde, Gil y Kelly se dirigen a Florida para pasar un buen rato con Alyssa, John y sus hijos. Después de disfrutar de un montón de tiempo divertido con los nietos, Alyssa informa a sus padres sobre su reciente procedimiento cardíaco y si su condición médica está mejorando o empeorando. |                                                    |                           |
| 11 | El libro de Brandon y el nuevo look de Kelly Jo    | 14 de mayo de 2020        |
| ¡Brandon está celebrando un gran logro! Ha publicado su primer libro y tiene una firma de libros. Mientras tanto, como Erin siempre está haciendo mucho por su familia, Chad planea una dulce sorpresa para su esposa embarazada. ¡Pero su noche de mimos se convierte en una noche no tan relajante cuando Carson, Brooklyn y Everly se unen a la fiesta! Más tarde, Josie, Carlin y Katie tienen la misión de darle a Kelly un cambio de imagen especial para su noche de aniversario con Gil. ¿Cómo reaccionará Gil ante el aspecto arreglado de Kelly? |                                                    |                           |
| 12 | ¡Alegría navideña y la nueva bebé Khloé está aquí! | 21 de mayo de 2020        |
| Antes de que Whitney dé a luz a Khloé, ella y Zach deciden tener un tiempo de vinculación con Bradley y Kaci. Mientras Whitney disfruta del almuerzo con su hijo, Zach tiene una fiesta de té especial con su hija. Mientras tanto, Kelly tiene la misión de colocar sus adornos navideños antes de que Erin y Whitney den a luz. ¡Finalmente, únase a Whitney y Zach mientras dan la bienvenida a la bebé Khloé a su familia! |                                                    |                           |
| 13 | ¡Tradiciones navideñas y adiciones para bebés!     | 28 de mayo de 2020        |
| ¡Es la temporada de tradiciones navideñas y adiciones para bebés! La familia Bates pasa por la casa de Zach y Whitney para disfrutar de un momento de acurrucamiento con la bebé Khloé Eileen. ¿Pero el protector hermano mayor Bradley dejará que alguien la sostenga? Más tarde, es hora de compañerismo y diversión cuando toda la familia llena a Carlin y Evan con amor de bebé. Mientras tanto, Erin y Chad dan la bienvenida al bebé #4, Holland Grace, al mundo. ¡Y es una cita doble en el país de las maravillas invernal, cuando Trace y su novia Chaney se unen a Zach y Whitney en el hielo! Y para celebrar las fiestas, la familia regresa a su tradición anual de cantar villancicos en un centro de vida asistida y reflexionar sobre sus muchas bendiciones mientras se preparan para un nuevo año.                                                                                               |                                                    |                           |
| 14 | Bates rugientes y fechas de parto pendientes       | 23 de julio de 2020       |
| ¡Un día lleno de "Amor" y la bebé Layla está en camino! Carlin y Evan, que pronto serán padres, se apoyan en la experiencia en decoración de Erin y en las habilidades manuales de Chad para dar los toques finales a la habitación de bebé Layla. Ahora que las renovaciones están completas, Josie y Kelton organizan una fiesta de inauguración y celebran sus nuevas empresas comerciales con su familia. Mientras tanto, Trace está lidiando con un corazón roto; recurre a sus padres y a Zach en busca de consejos sobre relaciones. Más tarde, una ecografía de rutina para Carlin se vuelve preocupante y termina en el hospital antes de lo esperado... ¿Llegará la bebé Layla antes de su fecha prevista? Y toda la familia se reúne en Rocky Top para sus festividades anuales del "Día de te amo". El "amigo" de Katie, Travis, se une a la celebración; ¿La pareja joven está llamando a un noviazgo? |                                                    |                           |
| 15 | ¡Una cita doble y algo que celebrar!               | 30 de julio de 2020       |
| ¡Es una cita doble divertida cuando Katie y Travis se unen a Josie y Kelton para una fiesta de preparación de pizza! ¿Las habilidades de amasar de Travis impresionarán a su protagonista y se está preparando un cortejo para la linda pareja? Tori se está preparando para el segundo bebé. Ella se dirige al Dr. Vick's para hacerse un ultrasonido y verificar su trastorno de coagulación de la sangre. Mientras tanto, Erin, Whitney y Carlin hablan sobre su creciente negocio y la maternidad, ya que cada una tiene pequeños. Más tarde, Lawson recibe una cálida bienvenida de su familia, ¡ahora que ha regresado de Filipinas! |                                                    |                           |
| 16 | La belleza y El negocio                            | 6 de agosto de 2020       |
| ¡Órdenes del doctor! Gil se recuperó de una cirugía de hombro, pero ¿se mantiene al día con su rehabilitación? Mientras tanto, ¡el negocio de Josie, Effortless Beauty, está a tope! Ella y su socio comercial se reúnen con una futura novia para una prueba de peinado y maquillaje y echamos un vistazo a la nueva sociedad de plomería de Kelton y Bobby. Los amores de larga distancia, Katie y Travis, hacen planes para celebrar su cumpleaños número 19 en Nueva Jersey. Más tarde, para celebrar los importantes cumpleaños de Addallee y Jackson, la familia los lleva a hacer paracaidismo bajo techo. ¿Pero Addallee se acobardará cuando sea su turno de "saltar"? |                                                    |                           |
| 17 | ¡Te amo a pedazos!                                 | 13 de agosto de 2020      |
| ¡Todo lo que necesitas es amor y pizza! ¡Katie, Gil y Kelly están en Nueva Jersey para el fin de semana del cumpleaños de Travis! Si bien Katie cree que va a estar celebrando a su enamorado todo el fin de semana, ¡en realidad está a 48 horas de que Travis la invite a la corte! Entre la celebración de su cumpleaños y el lanzamiento de hachas, Travis encuentra tiempo para poner en marcha su plan de cortejo de cinco sentidos. ¿Una dulce serenata y una pizza en forma de corazón conquistarán el corazón de Katie? |                                                    |                           |
| 18 | ¡El espectáculo debe continuar!                    | 20 de agosto de 2020      |
| Una pandemia global está en los corazones y las mentes del mundo, así como en la familia Bates. En este episodio especial filmado en familia, Gil y Kelly elaboran una estrategia sobre cómo van a manejar las pautas de distanciamiento social con una familia de más de diez personas. Como Tori está en la cuenta regresiva para el modo bebé, se apoya en Erin y Chad para ayudarla a preparar una guardería para Kolter. Jackson se ve obligado a dejar un campo de entrenamiento en Texas debido al COVID-19 y se dirige a unirse a Lawson y Nathan, quienes se están distanciando socialmente en Arkansas, donde Lawson se está entrenando para convertirse en piloto. Más tarde, Tori se enfrenta a la posibilidad de tener que dar a luz a su segundo hijo durante el brote de coronavirus. ¿Puede el Dr. Vick aliviar sus preocupaciones?                                                                 |                                                    |                           |
| 19 | Bendiciones de bebés y contratiempos de baloncesto | 27 de agosto de 2020      |
| La familia Bates sigue documentando su vida en medio del coronavirus. Mientras Bobby está en el trabajo, recibe una llamada de Tori que le dice que es hora del segundo bebé. Se apresura a casa para llevarla al hospital. Mientras tanto, Trace chocó con Warden durante un partido de baloncesto, lo que obligó a Gil a llevarlo a la sala de emergencias, justo cuando Tori está a punto de tener a su bebé. Con solo Bobby a su lado, Tori da a luz a un bebé varón saludable, apoyado por video chat por Kelly y sus hermanas. ¡Más tarde, Kade es ascendido a hermano mayor cuando conoce a su hermano Kolter por primera vez! |                                                    |                           |
| 20 | Refugio en Bates                                   | 3 de septiembre de 2020   |
| En otro episodio filmado en familia, los Bates siguen siendo productivos mientras mantienen las pautas de distanciamiento social durante la pandemia. Kelly está en modo de proyecto, por lo que se apoya en Lawson, Judson y Jeb para ayudar a armar estantes para una nueva despensa. Mientras tanto, Carlin, Whitney y Erin hablan sobre su boutique en línea a través de un chat de video y elaboran estrategias para mantener su negocio en funcionamiento en medio de la COVID-19, mientras que Michaela conversa con Brandon sobre los desafíos de obtener su título de enfermería en línea ahora en lugar de hacerlo. en el aula. |                                                    |                           |
| 21 | ¡Un anillo de promesa y una entrega inesperada!    | 10 de septiembre de 2020  |
| Lawson, Nathan y Trace pasan tiempo poniéndose al día y montando a caballo en el rancho, pero Nathan está rápidamente en el banquillo cuando sus hermanos notan algo interesante en su dedo. ¿Tiene noticias que quiere compartir? Mientras tanto, cada día ha sido una montaña rusa emocional para los padres primerizos Carlin y Evan después de enterarse de que la bebé Layla tiene un pequeño agujero en el corazón. Finalmente, Whitney y Zach reciben una entrega inesperada como agradecimiento por todo el trabajo que han hecho por la boutique durante la pandemia. |                                                    |                           |
| 22 | ¡Nunca antes visto en la televisión!               | 17 de septiembre de 2020  |
| ¡En este nuevo especial, disfrute de algunos de los mejores momentos de Bates nunca antes vistos en la televisión! |                                                    |                           |
| 23 | ¡Un día para los papás!                            | 24 de septiembre de 2020  |
| Kelly tiene una conversación sincera con Gil sobre su salud y la necesidad de un procedimiento médico para ayudar a aliviar los síntomas asociados con un trastorno digestivo. Mientras tanto, Gil crea un campo de entrenamiento improvisado en el patio para ayudar a Jackson a mantenerse en forma para ALERT, pero ¿alguno de los muchachos de Bates tomará en serio al "sargento Gil"? ¡Más tarde, es "Un día para los papás"! ¡Ahora que hay más papás en la mezcla, las parejas casadas y los niños idean formas especiales de celebrar a los hombres en sus vidas en el Día del Padre! ¡Y Josie tiene un regalo extra especial para el papá primerizo Kelton! |                                                    |                           |

### Temporada 10
| N.º (temp.) | Título                                                             | Estreno en Estados Unidos |
| 1 | Nuevos horizontes                                                  | 8 de abril de 2021        |
| --- | ------------------------------------------------------------------ | ------------------------- |
| La primavera es una época de nueva vida y esperanza... y para la creciente cría de Bates no es diferente. En este especial veremos las nuevas empresas, el nuevo amor y los momentos de celebración que mantienen a Bates floreciendo. |                                                                    |                           |
| 2 | ¿Él o ella, qué será el bebé?                                      | 15 de abril de 2021       |
| ¡Un nuevo año trae un sentido renovado de esperanza y vitalidad para la familia Bates! The Bates Sisters Boutique revela sus planes para mudarse a un espacio de escaparate. Mientras tanto, el negocio de belleza de Josie está prosperando, pero ella y Kelton están lidiando con la angustia después de sufrir un aborto espontáneo, con la esperanza de que ella quede embarazada nuevamente. Ahora que Michaela es casi una enfermera, Kelly se apoya en su hija para pedirle consejo sobre sus complicaciones de salud. Más tarde, Alyssa y John, encantados de estar esperando su cuarto hijo, ¡se vuelven creativos con una fiesta de revelación de género socialmente distante! ¿El bebé #4 finalmente será un niño? |                                                                    |                           |
| 3 | Enamorado de las Montañas Humeantes                                | 22 de abril de 2021       |
| Katie cumple veinte años y celebra su día especial con su novio, Travis. Pero, ¿cómo está navegando la joven pareja su relación en la era de COVID? ¿Hay un compromiso en su futuro? Mientras tanto, la boutique de las hermanas Bates decide comprar una tienda y está pensando en planes para renovar el espacio. Más tarde, Katie, Travis, Gil, Kelly, Lawson, Isaiah y algunos de los niños más pequeños se dirigen a las Montañas Humeantes para divertirse al aire libre en un cumpleaños, pero ¿una aventura de extracción de gemas revelará una propuesta sorpresa? |                                                                    |                           |
| 4 | El nuevo romance de Nathan y una fiesta de cumpleaños secreta      | 29 de abril de 2021       |
| La matriarca de la familia se celebra a lo grande: en la víspera de la cirugía de Kelly, ¡los niños Bates le organizan una fiesta de cumpleaños sorpresa! Es un momento emotivo para la mamá, cuando todos los niños comparten sus recuerdos favoritos y le brindan amor y apoyo antes de su gran operación. Lawson trabaja con un entrenador de K9 para ver si su nuevo cachorro de pastor alemán tiene lo necesario para convertirse en un perro de búsqueda y rescate para las fuerzas del orden, mientras que Bobby y Tori celebran el segundo cumpleaños de Kade con los padres de Bobby. Más tarde, Nathan tiene una conversación sincera con Gil y Kelly y habla sobre sus sentimientos por su nueva novia. ¿Son sus días de soltero una cosa del pasado? |                                                                    |                           |
| 5 | Es la temporada de las sorpresas                                   | 13 de mayo de 2021        |
| ¡Nathan está loco por su novia y la invita a Tennessee para las vacaciones! ¿Se sentirá abrumado su nuevo interés amoroso, o se sentirá como en casa conociendo a la gran familia de Nathan? Mientras tanto, Katie se une a sus hermanas menores enseñándoles algunos consejos de peluquería y hablando sobre sus planes futuros con Travis. Para celebrar la Navidad, la familia se reúne fuera de la casa Bates para compartir y tomar fotos de su familia en crecimiento. ¡Pero esta celebración navideña se convierte rápidamente en una fiesta de revelación de género triple! ¿Están preparados Gil y Kelly para tener 18 nietos en un futuro cercano? |                                                                    |                           |
| 6 | ¡Hogar, dulce hogar y el amor de Nathan!                           | 20 de mayo de 2021        |
| ¡Bienvenidos al barrio! Tori y Bobby recientemente compraron una casa y le dieron a Michaela, Brandon, Zach y Whitney un recorrido por su nuevo "hogar dulce hogar". ¡También es la cuenta regresiva para el bebé #4 para Alyssa y John! Mientras arman una silla giratoria, discuten el plan de entrega de Alyssa. ¡Más tarde, Bates Sisters Boutique tiene un nuevo espacio de trabajo en el centro de Rocky Top! Carlin, Whitney y Erin pasan por el espacio para ver las renovaciones que están realizando Paine Construction y otros miembros de la familia. Finalmente, mientras trabaja en un árbol, Nathan actualiza a Zach y Gil sobre cómo van las cosas con su nuevo amor, Esther. ¿Se está gestando una propuesta épica? |                                                                    |                           |
| 7 | Una fecha de bricolaje y un día de parto                           | 27 de mayo de 2021        |
| Alyssa y John ya tienen las manos ocupadas con tres hijas, ¡pero están a punto de agregar una más a la mezcla! La mamá organizada ayuda a sus hijos a empacar bolsas de viaje para cuando sea el momento de ir al hospital. Mientras tanto, los Paine y los Smith ponen a prueba sus habilidades de bricolaje en la clase de manualidades y Bobby recibe algunos consejos de Chad para convertirse en un "papá de niñas". De vuelta en Rocky Top, Michaela cocina una comida casera para Zach, Whitney y sus hijos y analiza sus próximos pasos ahora que es enfermera con licencia. Katie, ahora oficialmente empleada de Josie's Effortless Beauty, pone a prueba sus habilidades de maquillaje cuando trabaja en una sesión de fotos de novia. Más tarde, Alyssa y John dan la bienvenida a Maci Jo al mundo mientras los orgullosos abuelos Gil y Kelly están presentes para conocer al nieto #15.                                    |                                                                    |                           |
| 8 | ¡El nuevo amor de Lawson y las nuevas excavaciones de la boutique! | 3 de junio de 2021        |
| Ahora que la salud de Erin está mejorando, los Paine están abordando un nuevo proyecto: ¡renovar una vieja caravana! ¿Decidirán revenderlo o mantenerlo en la familia? En la casa de los Bates, Gil, Kelly y algunos de los niños tienen una reunión familiar para discutir ideas para su próxima fiesta "I Love You Day", pero ¿estarán todos de acuerdo en un tema? ¡Es día de mudanza para Bates Sisters Boutique! ¡Whitney, Erin y Carlin confían en su familia para que los ayude a mudarse de su antiguo espacio de trabajo a su nueva ubicación en el centro de Rocky Top! Más tarde, mientras Jackson y Trace están con Lawson y su perro Duke, Lawson informa a sus hermanos sobre su nueva relación y menciona que su novia asistirá a las festividades del "I Love You Day". ¿Significa esto que otro chico Bates dejará el equipo de solteros?                                                                                |                                                                    |                           |
| 9 | De dos en dos, te amo                                              | 10 de junio de 2021       |
| ¡Que comiencen las Festividades del "I Love You Day"! Bates Sisters Boutique realiza su primera sesión de fotos en su espacio recientemente renovado, ¡y dos de las modelos se convertirán en cuñadas muy pronto! Más tarde, las cosas se calientan en la cocina mientras el amor de Nathan, Esther, prepara toda la comida para la cena de las parejas. ¿Tendrán éxito sus esfuerzos o necesita más cocineros en la cocina? ¡Si te gusta, ponle un anillo! Nathan y Esther compran anillos de compromiso y traen consigo a Katie, Travis, Lawson y su novia, Tiffany. ¿Encontrará Esther el anillo de sus sueños o Katie aprovechará esta oportunidad para dejarle pistas a Travis? ¡Finalmente, la familia se reúne de dos en dos para sus vacaciones más queridas! ¿Qué pareja de Bates se llevará a casa el premio al mejor disfraz de animal? Y cuando Travis se escapa para hablar con Gil, ¿está listo para planear una propuesta? |                                                                    |                           |
| 10 | El nuevo hogar de los Webster y el próximo paso de Nathan          | 17 de junio de 2021       |
| Ahora que Tori y Whitney son vecinas y ambas esperan otro bebé, se encuentran para intercambiar ropa de bebé, ¡mientras que sus esposos están a cargo de preparar la cena! En Florida, Alyssa y John están muy ocupados mudándose de su antigua casa y renovando su nuevo hogar solo unas semanas después del nacimiento de su cuarta hija. ¡Afortunadamente, Addallee, Ellie, Jackson, Warden, Isaiah y Trace han venido al rescate! Más tarde, Nathan regresa con Lawson a la joyería para comprar el anillo de compromiso soñado de su novia, Esther, mientras están en la joyería, Nathan le pregunta a Lawson si planea proponerle matrimonio a Tiffany. Ahora que el anillo está haciendo un agujero en el bolsillo de Nathan, ¿cuándo hará la pregunta? |                                                                    |                           |
| 11 | ¡Fechas de parto y una escapada de compromiso!                     | 24 de junio de 2021       |
| Con las fechas de parto de Whitney y Josie acercándose rápidamente, las futuras mamás se reúnen para hablar sobre la maternidad y trabajar en un proyecto de manualidades para sus guarderías. Mientras se prepara para una lección de vuelo, Nathan le confía a Lawson que espera proponerle matrimonio a Esther muy pronto. Mientras tanto, Travis espera sorprender a Katie con un compromiso de destino en Cayo Hueso, Florida, pero ¿pueden Gil y Kelly mantener a Katie sospechosa en la oscuridad sobre el plan? |                                                                    |                           |

### Temporada 11
Nota: Esta temporada no fue emitida debido a su cancelación, pero está disponible en Tubi.
| N.º (temp.) | Título                                    | Estreno en Estados Unidos |
| 1 | Deseando boda y me fui de pesca           | 10 de febrero de 2022     |
| --- | ----------------------------------------- | ------------------------- |
| Katie se adentra en el modo de planificación de bodas. Mientras tanto, Lawson invita a los padres de su novia a Tennessee. |                                           |                           |
| 2 | Un anillo de diamantes y una joya nupcial |                           |
| Lawson va a comprar un anillo de compromiso para Tiffany y se lleva a su madre, Kelly, a sus hermanas, Carlin y Ellie, y a su cuñada, Whitney. Luego, Zach y Whitney trabajan en su nuevo hogar. |                                           |                           |
| 3 | Una fiesta nupcial y un golpe de bebé     |                           |
| Chad y Erin se reúnen con un técnico de ultrasonido. Mientras tanto, ¡El día de la boda de Nathan y Esther está aquí! Luego, Katie se prepara para su gran mudanza a Nueva Jersey. ¿Está todo bien con la pequeña Finley?                                                                                        |                                           |                           |
| 4 | ¡Una sorpresa "Roma-Antica"               |                           |
| Katie tiene un problema con su vestido. Después de la boda de su hermano, Nathan con Esther en Pensilvania, Lawson invita a cenar a su novia Tiffany para invitarla a una aventura romántica a Italia para proponerle matrimonio. ¿Se arreglará el vestido de Katie a tiempo para la boda? ¿Tiffany dirá que sí? |                                           |                           |
| 5 | Una promesa y drama de vestidos           |                           |
| Kelly Jo prueba un nuevo look con Josie; Addee y Ellie reciben anillos de promesa, y Katie tiene su última prueba. |                                           |                           |
| 6 | Es la temporada para casarse              |                           |
| Suenan las campanas de boda para Katie y Travis, pero ¿la ceremonia será demasiado para Addallee? |                                           |                           |